# 中華台北男子籃球代表隊參賽名單與比賽結果 (2000年代至2010年代)

## 2000年代
2001年東亞運動會（大阪）第2名
- 教練團：錢一飛、田希和[1]
- 選手：顏行書、陳志忠、陳信安、楊玉明、周泓諭、田壘、何守正、吳志偉、邱啟益、吳岱豪、曾文鼎、李啟億

| 2001年5月20日 預賽 | 中華臺北                              | 67–107                                | （觀察員）                            |                  |  |
| 11:00（GMT+9）     | 每節分數： 16–21、10–30、17–30、24–26 | 每節分數： 16–21、10–30、17–30、24–26 | 每節分數： 16–21、10–30、17–30、24–26 |                  |  |
|                    |                                       | 賽後數據                              |                                       | 場館：舞洲體育館 |  |

| 2001年5月21日 預賽 | 中華臺北                              | 84–75                                 |                                       |                  |  |
| 11:00（GMT+9）     | 每節分數： 30–17、20–23、19–20、15–15 | 每節分數： 30–17、20–23、19–20、15–15 | 每節分數： 30–17、20–23、19–20、15–15 |                  |  |
|                    |                                       | 賽後數據                              |                                       | 場館：舞洲體育館 |  |

| 2001年5月22日 預賽 | 中華臺北                              | 109–104                               | 蒙古国                                |                    |  |
| 11:00（GMT+9）     | 每節分數： 27–25、26–26、31–34、25–19 | 每節分數： 27–25、26–26、31–34、25–19 | 每節分數： 27–25、26–26、31–34、25–19 |                    |  |
|                    |                                       | 賽後數據                              |                                       | 場館：東大阪體育館 |  |

| 2001年5月23日 預賽 | 中華臺北                                           | 78–83（OT）                                        | 日本                                               |                    |  |
| 15:30（GMT+9）     | 每節分數： 17–25、18–11、15–22、20–12、加时： 8–13 | 每節分數： 17–25、18–11、15–22、20–12、加时： 8–13 | 每節分數： 17–25、18–11、15–22、20–12、加时： 8–13 |                    |  |
|                    |                                                    | 賽後數據                                           |                                                    | 場館：東大阪體育館 |  |

| 2001年5月24日 預賽 | 中華臺北                              | 94–85                                 |                                       |                  |  |
| 13:15（GMT+9）     | 每節分數： 28–28、29–24、18–17、19–16 | 每節分數： 28–28、29–24、18–17、19–16 | 每節分數： 28–28、29–24、18–17、19–16 |                  |  |
|                    |                                       | 賽後數據                              |                                       | 場館：舞洲體育館 |  |

| 2001年5月25日 預賽 | 中華臺北                              | 91–127                                | 中國                                  |                  |  |
| 12:15（GMT+9）     | 每節分數： 13–34、25–36、22–31、31–26 | 每節分數： 13–34、25–36、22–31、31–26 | 每節分數： 13–34、25–36、22–31、31–26 |                  |  |
|                    |                                       | 賽後數據                              |                                       | 場館：舞洲體育館 |  |

| 2001年5月26日 準決賽 | 中華臺北                             | 75–121                               | （觀察員）                           |                  |  |
| 10:00（GMT+9）       | 每節分數： 19–30、7–36、27–23、22–32 | 每節分數： 19–30、7–36、27–23、22–32 | 每節分數： 19–30、7–36、27–23、22–32 |                  |  |
|                      |                                      | 賽後數據                             |                                      | 場館：舞洲體育館 |  |

| 2001年5月27日 銅牌戰 | 中華臺北                              | 87–68                                 | 日本                                  |                  |  |
| 10:00（GMT+9）       | 每節分數： 18–21、30–17、20–14、19–16 | 每節分數： 18–21、30–17、20–14、19–16 | 每節分數： 18–21、30–17、20–14、19–16 |                  |  |
|                      |                                       | 賽後數據                              |                                       | 場館：舞洲體育館 |  |

2001年亞洲錦標賽（上海）第7名
- 教練團：李雲光[10]
- 選手：曾文鼎、陳志忠、楊玉明、顏行書、周泓諭、田壘、何守正、李啟億、邱啟益、尚韋帆、吳志偉、吳岱豪

| 2001年7月20日 預賽 | 中華臺北                              | 85–55                                 | 印度                                  |                        |  |
| 15:00（GMT+8）     | 每節分數： 21–12、18–15、33–16、13–12 | 每節分數： 21–12、18–15、33–16、13–12 | 每節分數： 21–12、18–15、33–16、13–12 |                        |  |
|                    | 得分： 楊玉明 23                      | 賽後數據（存檔）                      | 得分： Singh 12                       | 場館：上海国际体操中心 |  |

| 2001年7月21日 預賽 | 中華臺北                              | 79–65                                 |                                       |                        |  |
| 9:00（GMT+8）      | 每節分數： 21–11、19–17、20–26、19–11 | 每節分數： 21–11、19–17、20–26、19–11 | 每節分數： 21–11、19–17、20–26、19–11 |                        |  |
|                    | 得分： 田壘 19                        | 賽後數據（存檔）                      | 得分： Belokurov 18                   | 場館：上海国际体操中心 |  |

| 2001年7月23日 複賽 | 中華臺北                              | 60–69                                 | 日本                                  |                        |  |
| 18:30（GMT+8）     | 每節分數： 17–23、13–11、20–10、10–25 | 每節分數： 17–23、13–11、20–10、10–25 | 每節分數： 17–23、13–11、20–10、10–25 |                        |  |
|                    | 得分： 陳志忠 14                      | 賽後數據（存檔）                      | 得分： 後藤正規 19                    | 場館：上海国际体操中心 |  |

| 2001年7月24日 複賽 | 中華臺北                              | 72–87                                 | 黎巴嫩                                |                        |  |
| 18:30（GMT+8）     | 每節分數： 22–23、12–25、25–24、13–15 | 每節分數： 22–23、12–25、25–24、13–15 | 每節分數： 22–23、12–25、25–24、13–15 |                        |  |
|                    | 得分： 周泓諭、田壘、吳志偉 15        | 賽後數據（存檔）                      | 得分： Khatib 30                      | 場館：上海国际体操中心 |  |

| 2001年7月25日 複賽 | 中華臺北                              | 71–100                                | 中國                                  |                        |  |
| 20:30（GMT+8）     | 每節分數： 16–27、19–34、15–24、21–15 | 每節分數： 16–27、19–34、15–24、21–15 | 每節分數： 16–27、19–34、15–24、21–15 |                        |  |
|                    | 得分： 楊玉明 23                      | 賽後數據（存檔）                      | 得分： 巩晓彬 19                      | 場館：上海国际体操中心 |  |

| 2001年7月28日 第七名爭奪戰 | 中華臺北                                            | 92–90（OT）                                         | 印度                                                |                  |  |
| 12:00（GMT+8）             | 每節分數： 24–24、14–17、17–25、24–13、加时： 13–11 | 每節分數： 24–24、14–17、17–25、24–13、加时： 13–11 | 每節分數： 24–24、14–17、17–25、24–13、加时： 13–11 |                  |  |
|                            | 得分： 楊玉明 28                                    | 賽後數據（存檔）                                    | 得分： Singh 28                                     | 場館：上海体育馆 |  |

2002年亞洲運動會（釜山）第7名
- 教練團：李雲光、東方介德[11]
- 選手：陳志忠、邱啟益、李啟億、吳志偉、何守正、田壘、楊玉明、周泓諭、曾文鼎、周士淵、吳岱豪、李至明

| 2002年9月29日 預賽 | 中華臺北                                        | 71–61                                 |                                                  |                  |  |
| 15:00（GMT+9）     | 每節分數： 16–14、18–18、21–14、16–15           | 每節分數： 16–14、18–18、21–14、16–15 | 每節分數： 16–14、18–18、21–14、16–15            |                  |  |
|                    | 得分： 楊玉明 19 籃板： 田壘 12 助攻： 楊玉明 5 | 賽後數據                              | 得分： Orabi 15 籃板： Zaidan 16 助攻： Masoud 2 | 場館：金井體育館 |  |

| 2002年9月30日 預賽 | 中華臺北                                     | 75–86                                 |                                                             |                  |  |
| 13:00（GMT+9）     | 每節分數： 19–32、24–18、12–22、20–14        | 每節分數： 19–32、24–18、12–22、20–14 | 每節分數： 19–32、24–18、12–22、20–14                       |                  |  |
|                    | 得分： 田壘 18 籃板： 田壘 8 助攻： 周泓諭 3 | 賽後數據                              | 得分： Issakov 26 籃板： Tikhonenko 17 助攻： Ovsyannikov 4 | 場館：金井體育館 |  |

| 2002年10月2日 複賽 | 中華臺北                                                               | 50–113                               | 中國                                          |                  |  |
| 15:00（GMT+9）     | 每節分數： 14–32、16–23、7–23、13–35                                   | 每節分數： 14–32、16–23、7–23、13–35 | 每節分數： 14–32、16–23、7–23、13–35          |                  |  |
|                    | 得分： 楊玉明 19 籃板： 何守正 8 助攻： 李至明、周泓諭、田壘、吳志偉 1 | 賽後數據                             | 得分： 姚明 22 籃板： 姚明 13 助攻： 胡卫东 5 | 場館：金井體育館 |  |

| 2002年10月4日 複賽 | 中華臺北                                                              | 69–83                                | 菲律賓                                             |                  |  |
| 15:00（GMT+9）     | 每節分數： 15–21、19–22、8–19、27–21                                  | 每節分數： 15–21、19–22、8–19、27–21 | 每節分數： 15–21、19–22、8–19、27–21               |                  |  |
|                    | 得分： 邱啟益 19 籃板： 田壘 11 助攻： 陳志忠、楊玉明、周泓諭、田壘 1 | 賽後數據                             | 得分： Taulava 18 籃板： Menk 11 助攻： Duremdes 3 | 場館：金井體育館 |  |

| 2002年10月7日 複賽 | 中華臺北                                                       | 77–87                                 | 日本                                                  |                  |  |
| 15:00（GMT+9）     | 每節分數： 28–34、18–19、14–19、17–15                          | 每節分數： 28–34、18–19、14–19、17–15 | 每節分數： 28–34、18–19、14–19、17–15                 |                  |  |
|                    | 得分： 邱啟益 30 籃板： 田壘 8 助攻： 李至明、楊玉明、邱啟益 1 | 賽後數據                              | 得分： 折茂武彦 22 籃板： 麥可高橋 16 助攻： 古田悟 3 | 場館：金井體育館 |  |

| 2002年10月10日 第七名爭奪戰 | 中華臺北                                                 | 85–71                                 | 香港                                                              |                  |  |
| 17:00（GMT+9）              | 每節分數： 23–27、24–12、22–16、16–16                    | 每節分數： 23–27、24–12、22–16、16–16 | 每節分數： 23–27、24–12、22–16、16–16                             |                  |  |
|                             | 得分： 曾文鼎 23 籃板： 楊玉明、曾文鼎 7 助攻： 吳志偉 4 | 賽後數據                              | 得分： 呂楚威 23 籃板： 譚偉洋 13 助攻： 呂楚威、香振強、譚偉洋 1 | 場館：金井體育館 |  |

2003年亞洲錦標賽（哈爾濱）第11名
- 教練團：李清棋[12]
- 選手：林志傑、陳志忠、何守正、顏行書、吳岱豪、邱啟益、陳暉、李啟億、曾文鼎、楊哲宜、吳志偉、田壘

| 2003年9月23日 預賽 | 中華臺北                              | 74–83                                 | 伊朗                                  |                                |  |
| 16:00（GMT+8）     | 每節分數： 17–21、17–17、12–22、28–23 | 每節分數： 17–21、17–17、12–22、28–23 | 每節分數： 17–21、17–17、12–22、28–23 |                                |  |
|                    |                                       | 賽後數據（Todor66）                   |                                       | 場館：哈尔滨冰上基地天润滑冰馆 |  |

| 2003年9月24日 預賽 | 中華臺北                             | 61–121                               | 中國                                 |                                |  |
| 19:30（GMT+8）     | 每節分數： 16–28、12–30、9–29、24–34 | 每節分數： 16–28、12–30、9–29、24–34 | 每節分數： 16–28、12–30、9–29、24–34 |                                |  |
|                    |                                      | 賽後數據（Todor66）                  |                                      | 場館：哈尔滨冰上基地天润滑冰馆 |  |

| 2003年9月25日 預賽 | 中華臺北                              | 94–84                                 | 叙利亚                                |                                |  |
| 16:00（GMT+8）     | 每節分數： 28–26、21–25、25–21、20–12 | 每節分數： 28–26、21–25、25–21、20–12 | 每節分數： 28–26、21–25、25–21、20–12 |                                |  |
|                    |                                       | 賽後數據（Todor66）                   |                                       | 場館：哈尔滨冰上基地天润滑冰馆 |  |

| 2003年9月26日 複賽 | 中華臺北                             | 101–63                               | 马来西亚                             |                                |  |
| 14:00（GMT+8）     | 每節分數： 27–19、29–21、31–9、14–14 | 每節分數： 27–19、29–21、31–9、14–14 | 每節分數： 27–19、29–21、31–9、14–14 |                                |  |
|                    |                                      | 賽後數據（Todor66）                  |                                      | 場館：哈尔滨冰上基地天润滑冰馆 |  |

| 2003年9月27日 複賽 | 中華臺北                              | 115–74                                |                                       |                                |  |
| 14:00（GMT+8）     | 每節分數： 29–14、30–18、32–21、24–21 | 每節分數： 29–14、30–18、32–21、24–21 | 每節分數： 29–14、30–18、32–21、24–21 |                                |  |
|                    |                                       | 賽後數據（Todor66）                   |                                       | 場館：哈尔滨冰上基地天润滑冰馆 |  |

| 2003年9月28日 複賽 | 中華臺北                              | 72–83                                 | 约旦                                  |                                |  |
| 14:00（GMT+8）     | 每節分數： 17–23、15–20、22–14、18–26 | 每節分數： 17–23、15–20、22–14、18–26 | 每節分數： 17–23、15–20、22–14、18–26 |                                |  |
|                    |                                       | 賽後數據（Todor66）                   |                                       | 場館：哈尔滨冰上基地天润滑冰馆 |  |

| 2003年9月30日 第十一名爭奪戰 | 中華臺北                              | 102–81                                | 科威特                                |                        |  |
| 16:30（GMT+8）               | 每節分數： 21–16、33–15、20–24、28–26 | 每節分數： 21–16、33–15、20–24、28–26 | 每節分數： 21–16、33–15、20–24、28–26 |                        |  |
|                              |                                       | 賽後數據（Todor66）                   |                                       | 場館：黑龙江大学体育馆 |  |

2004年亞洲史坦克維奇盃（臺北）第3名
- 教練團：胡再麟
- 選手：王志群、李學林、周士淵、張智峰、陳信安、林志傑、楊哲宜、田壘、李豐永、李啟億、曾文鼎、吳岱豪

| 2004年11月21日 預賽 | 中華臺北                            | 98–61                               | 印度                                |                              |  |
| 18:00（GMT+8）      | 每節分數： 26–6、23–28、26–9、23–18 | 每節分數： 26–6、23–28、26–9、23–18 | 每節分數： 26–6、23–28、26–9、23–18 |                              |  |
|                     |                                     | 賽後數據                            |                                     | 場館：臺北市立體育學院體育館 |  |

| 2004年11月23日 預賽 | 中華臺北                             | 94–56                                | 科威特                               |                              |  |
| 20:00（GMT+8）      | 每節分數： 21–20、22–8、23–10、28–18 | 每節分數： 21–20、22–8、23–10、28–18 | 每節分數： 21–20、22–8、23–10、28–18 |                              |  |
|                     |                                      | 賽後數據                             |                                      | 場館：臺北市立體育學院體育館 |  |

| 2004年11月25日 預賽 | 中華臺北                              | 75–94                                 |                                       |                              |  |
| 20:00（GMT+8）      | 每節分數： 29–24、14–25、19–18、13–27 | 每節分數： 29–24、14–25、19–18、13–27 | 每節分數： 29–24、14–25、19–18、13–27 |                              |  |
|                     |                                       | 賽後數據                              |                                       | 場館：臺北市立體育學院體育館 |  |

| 2004年11月26日 準決賽 | 中華臺北                           | 49–71                              |                                    |                              |  |
| 20:00（GMT+8）        | 每節分數： 8–15、15–15、7–9、19–32 | 每節分數： 8–15、15–15、7–9、19–32 | 每節分數： 8–15、15–15、7–9、19–32 |                              |  |
|                       |                                    | 賽後數據                           |                                    | 場館：臺北市立體育學院體育館 |  |

| 2004年11月27日 季軍戰 | 中華臺北                              | 82–60                                 | 叙利亚                                |                              |  |
| 18:00（GMT+8）        | 每節分數： 18–11、11–14、21–16、32–19 | 每節分數： 18–11、11–14、21–16、32–19 | 每節分數： 18–11、11–14、21–16、32–19 |                              |  |
|                       |                                       | 賽後數據                              |                                       | 場館：臺北市立體育學院體育館 |  |

2005年亞洲錦標賽東亞資格賽（陽江）第3名
- 教練團：李雲光
- 選手：陳志忠、李學林、周士淵、曾文鼎、田壘、張智峰、王志群、陳世念、何守正、楊哲宜、李啟億、楊玉明、吳岱豪、楊敬敏

| 2005年5月26日  | 中華臺北                                       | 73–61                                | 日本                                                   |                    |  |
| 21:00（GMT+8） | 每節分數： 20–8、16–13、18–19、19–21           | 每節分數： 20–8、16–13、18–19、19–21 | 每節分數： 20–8、16–13、18–19、19–21                   |                    |  |
|                | 得分： 田壘 25 籃板： 曾文鼎 9 助攻： 李學林 4 | 賽後數據                             | 得分： 竹内譲次 13 籃板： 竹内譲次 7 助攻： 五十岚圭 4 | 場館：阳江市体育馆 |  |

| 2005年5月27日  | 中華臺北                              | 88–73                                 | 蒙古国                                |                    |  |
| 19:00（GMT+8） | 每節分數： 24–12、19–15、29–26、16–20 | 每節分數： 24–12、19–15、29–26、16–20 | 每節分數： 24–12、19–15、29–26、16–20 |                    |  |
|                |                                       | 賽後數據                              |                                       | 場館：阳江市体育馆 |  |

| 2005年5月28日  | 中華臺北                              | 73–83                                 | 中國                                  |                    |  |
| 19:00（GMT+8） | 每節分數： 13–20、18–21、26–18、16–24 | 每節分數： 13–20、18–21、26–18、16–24 | 每節分數： 13–20、18–21、26–18、16–24 |                    |  |
|                |                                       | 賽後數據                              |                                       | 場館：阳江市体育馆 |  |

| 2005年5月29日  | 中華臺北                              | 80–89                                 |                                       |                    |  |
| 21:00（GMT+8） | 每節分數： 18–19、17–20、21–24、24–26 | 每節分數： 18–19、17–20、21–24、24–26 | 每節分數： 18–19、17–20、21–24、24–26 |                    |  |
|                |                                       | 賽後數據                              |                                       | 場館：阳江市体育馆 |  |

| 2005年5月30日  | 中華臺北                             | 92–58                                | 香港                                 |                    |  |
| 19:00（GMT+8） | 每節分數： 27–19、21–8、15–17、29–14 | 每節分數： 27–19、21–8、15–17、29–14 | 每節分數： 27–19、21–8、15–17、29–14 |                    |  |
|                |                                      | 賽後數據                             |                                      | 場館：阳江市体育馆 |  |

2005年亞洲錦標賽（杜哈）第9名
- 教練團：李雲光[13]
- 選手：曾文鼎、陳志忠、李學林、楊玉明、吳岱豪、楊哲宜、田壘、李啟億、王志群、陳世念、楊敬敏、周士淵

| 2005年9月8日 預賽 | 中華臺北                              | 111–71                                |                                       |                              |  |
| 16:15（GMT+3）    | 每節分數： 26–19、27–15、27–25、31–12 | 每節分數： 26–19、27–15、27–25、31–12 | 每節分數： 26–19、27–15、27–25、31–12 |                              |  |
|                   | 得分： 田壘 24                        | 賽後數據（存檔）                      | 得分： Kozlov 23                      | 場館：Al-Gharafa Indoor Hall |  |

| 2005年9月9日 預賽 | 中華臺北                              | 58–76                                 | 中國                                  |                              |  |
| 16:15（GMT+3）    | 每節分數： 15–25、16–20、11–17、16–14 | 每節分數： 15–25、16–20、11–17、16–14 | 每節分數： 15–25、16–20、11–17、16–14 |                              |  |
|                   | 得分： 陳志忠 12                      | 賽後數據（存檔）                      | 得分： 姚明 15                        | 場館：Al-Gharafa Indoor Hall |  |

| 2005年9月11日 預賽 | 中華臺北                              | 57–65                                 | 伊朗                                  |                              |  |
| 16:15（GMT+3）     | 每節分數： 13–14、13–14、17–21、14–16 | 每節分數： 13–14、13–14、17–21、14–16 | 每節分數： 13–14、13–14、17–21、14–16 |                              |  |
|                    | 得分： 田壘 17                        | 賽後數據（存檔）                      | 得分： Zandi 15                       | 場館：Al-Gharafa Indoor Hall |  |

| 2005年9月12日 複賽 | 中華臺北                              | 109–88                                | 印度尼西亞                            |                              |  |
| 9:30（GMT+3）      | 每節分數： 32–18、18–22、37–17、22–31 | 每節分數： 32–18、18–22、37–17、22–31 | 每節分數： 32–18、18–22、37–17、22–31 |                              |  |
|                    | 得分： 曾文鼎 16                      | 賽後數據（存檔）                      | 得分： Prihantono 15                  | 場館：Al-Gharafa Indoor Hall |  |

| 2005年9月13日 複賽 | 中華臺北                              | 106–90                                | 印度                                  |                                              |  |
| 9:30（GMT+3）      | 每節分數： 28–26、18–24、28–19、32–21 | 每節分數： 28–26、18–24、28–19、32–21 | 每節分數： 28–26、18–24、28–19、32–21 |                                              |  |
|                    | 得分： 曾文鼎 28                      | 賽後數據（存檔）                      | 得分： Robinson 25                    | 場館：Al-Gharafa Indoor Hall 進場人次：1,200 |  |

| 2005年9月14日 複賽 | 中華臺北                              | 109–71                                | 马来西亚                              |                              |  |
| 9:30（GMT+3）      | 每節分數： 32–15、27–27、25–13、25–16 | 每節分數： 32–15、27–27、25–13、25–16 | 每節分數： 32–15、27–27、25–13、25–16 |                              |  |
|                    | 得分： 曾文鼎 17                      | 賽後數據（存檔）                      | 得分： Ool Ban Sin 18                 | 場館：Al-Gharafa Indoor Hall |  |

| 2005年9月15日 第九名爭奪戰 | 中華臺北                              | 77–69                                 |                                       |                              |  |
| 9:30（GMT+3）              | 每節分數： 11–18、15–14、31–21、20–16 | 每節分數： 11–18、15–14、31–21、20–16 | 每節分數： 11–18、15–14、31–21、20–16 |                              |  |
|                            | 得分： 楊玉明 20                      | 賽後數據（存檔）                      | 得分： Shpeht 16                      | 場館：Al-Gharafa Indoor Hall |  |

2005年東亞運動會（澳門）第1名
- 教練團：李雲光、東方介德[14]
- 選手：曾文鼎、楊敬敏、田壘、李啟億、李學林、楊玉明、陳志忠、王志群、周士淵、楊哲宜、陳世念、吳志偉

| 2005年10月29日 預賽 | 中華臺北                             | 75–56                                |                                      |                  |  |
| 13:00（GMT+8）      | 每節分數： 12–15、17–8、25–19、21–14 | 每節分數： 12–15、17–8、25–19、21–14 | 每節分數： 12–15、17–8、25–19、21–14 |                  |  |
|                     |                                      | 賽後數據                             |                                      | 場館：塔石體育館 |  |

| 2005年10月30日 預賽 | 中華臺北                              | 76–74                                 | 香港                                  |                  |  |
| 19:00（GMT+8）      | 每節分數： 23–22、15–19、19–14、19–19 | 每節分數： 23–22、15–19、19–14、19–19 | 每節分數： 23–22、15–19、19–14、19–19 |                  |  |
|                     |                                       | 賽後數據                              |                                       | 場館：塔石體育館 |  |

| 2005年10月31日 預賽 | 中華臺北                              | 65–68                                 | 中國                                  |                  |  |
| 15:00（GMT+8）      | 每節分數： 21–22、18–11、13–21、13–14 | 每節分數： 21–22、18–11、13–21、13–14 | 每節分數： 21–22、18–11、13–21、13–14 |                  |  |
|                     |                                       | 賽後數據                              |                                       | 場館：塔石體育館 |  |

| 2005年11月1日 預賽 | 中華臺北                              | 120–78                                | 澳門                                  |                  |  |
| 13:00（GMT+8）     | 每節分數： 33–19、25–22、33–16、29–21 | 每節分數： 33–19、25–22、33–16、29–21 | 每節分數： 33–19、25–22、33–16、29–21 |                  |  |
|                    |                                       | 賽後數據                              |                                       | 場館：塔石體育館 |  |

| 2005年11月2日 預賽 | 中華臺北                                     | 89–78                                 | 日本                                                         |                  |  |
| 15:00（GMT+8）     | 每節分數： 24–24、21–18、25–14、19–22        | 每節分數： 24–24、21–18、25–14、19–22 | 每節分數： 24–24、21–18、25–14、19–22                        |                  |  |
|                    | 得分： 楊玉明 24 籃板： 田壘 7 助攻： 田壘 5 | 賽後數據                              | 得分： 竹内譲次 14 籃板： 古田悟 7 助攻： 網野友雄、古田悟 3 | 場館：塔石體育館 |  |

| 2005年11月4日 預賽 | 中華臺北                            | 107–70                              | 蒙古国                              |                  |  |
| 11:00（GMT+8）     | 每節分數： 28–7、31–8、25–24、23–31 | 每節分數： 28–7、31–8、25–24、23–31 | 每節分數： 28–7、31–8、25–24、23–31 |                  |  |
|                    |                                     | 賽後數據                            |                                     | 場館：塔石體育館 |  |

| 2005年11月5日 準決賽 | 中華臺北                            | 61–48                               |                                     |                  |  |
| 13:00（GMT+8）       | 每節分數： 13–9、21–19、13–14、14–6 | 每節分數： 13–9、21–19、13–14、14–6 | 每節分數： 13–9、21–19、13–14、14–6 |                  |  |
|                      |                                     | 賽後數據                            |                                     | 場館：塔石體育館 |  |

| 2005年11月6日 金牌戰 | 中華臺北                                        | 60–55                                | 日本                                                             |                  |  |
| 15:00（GMT+8）       | 每節分數： 16–16、16–6、13–13、15–20            | 每節分數： 16–16、16–6、13–13、15–20 | 每節分數： 16–16、16–6、13–13、15–20                             |                  |  |
|                      | 得分： 李學林 15 籃板： 田壘 12 助攻： 曾文鼎 3 | 賽後數據                             | 得分： 川村卓也 13 籃板： 伊藤俊亮 9 助攻： 五十岚圭、竹内譲次 2 | 場館：塔石體育館 |  |

2006年亞洲運動會（杜哈）第8名
- 教練團：李雲光、東方介德、劉嘉發[23]
- 選手：田壘、曾文鼎、周士淵、李學林、李啟億、陳世念、陳信安、楊哲宜、楊敬敏、林志傑、吳永仁、岳瀛立

| 2006年12月2日 預賽 | 中華臺北                                        | 75–85                                 | 日本                                                    |                                                                                          |  |
| 16:00（GMT+3）     | 每節分數： 23–23、19–18、13–23、20–21           | 每節分數： 23–23、19–18、13–23、20–21 | 每節分數： 23–23、19–18、13–23、20–21                   |                                                                                          |  |
|                    | 得分： 陳信安 24 籃板： 田壘 16 助攻： 林志傑 4 | Todor66                               | 得分： 柏木真介 16 籃板： McArthur 10 助攻： 竹内譲次 4 | 場館：杜哈室內籃球館 進場人次：400 裁判：Tolga Sahin（義大利）、Payam Seifizadeh（伊朗） |  |

| 2006年12月4日 預賽 | 中華臺北                                          | 81–79                                 |                                                            |                                                                                     |  |
| 15:00（GMT+3）     | 每節分數： 23–17、14–16、23–24、21–22             | 每節分數： 23–17、14–16、23–24、21–22 | 每節分數： 23–17、14–16、23–24、21–22                      |                                                                                     |  |
|                    | 得分： 陳信安 24 籃板： 曾文鼎 14 助攻： 李學林 8 | Todor66                               | 得分： Korovnikov 19 籃板： Korovnikov 8 助攻： Biryulin 4 | 場館：杜哈室內籃球館 進場人次：150 裁判：Tolga Sahin（義大利）、Reza Javadi（伊朗） |  |

| 2006年12月6日 預賽 | 中華臺北                                                                 | 65–101                                | 中國                                           |                                                                                            |  |
| 19:30（GMT+3）     | 每節分數： 23–24、10–28、13–28、19–21                                    | 每節分數： 23–24、10–28、13–28、19–21 | 每節分數： 23–24、10–28、13–28、19–21          |                                                                                            |  |
|                    | 得分： 林志傑、陳信安 14 籃板： 李學林、曾文鼎、李啟億 3 助攻： 周士淵 2 | Todor66                               | 得分： 易建聯 28 籃板： 易建聯 9 助攻： 刘炜 5 | 場館：杜哈室內籃球館 進場人次：500 裁判：Abdullah Al-Sabti（科威特）、Yasser Abbas（卡達） |  |

| 2006年12月8日 預賽 | 中華臺北                                        | 86–72                                 | 黎巴嫩                                          |                                                                                      |  |
| 17:15（GMT+3）     | 每節分數： 28–15、22–18、20–19、16–20           | 每節分數： 28–15、22–18、20–19、16–20 | 每節分數： 28–15、22–18、20–19、16–20           |                                                                                      |  |
|                    | 得分： 曾文鼎 21 籃板： 田壘 14 助攻： 陳信安 5 | Todor66                               | 得分： Vogel 20 籃板： Vogel 9 助攻： Mahmoud 7 | 場館：杜哈室內籃球館 進場人次：960 裁判：Tolga Sahin（義大利）、Yasser Abbas（卡達） |  |

| 2006年12月10日 預賽 | 中華臺北                                       | 106–69                               |                                                       |                                                                                            |  |
| 16:00（GMT+3）      | 每節分數： 20–16、29–31、27–13、30–9           | 每節分數： 20–16、29–31、27–13、30–9 | 每節分數： 20–16、29–31、27–13、30–9                  |                                                                                            |  |
|                     | 得分： 田壘 22 籃板： 曾文鼎 8 助攻： 林志傑 6 | Todor66                              | 得分： Belokurov 20 籃板： Shatrov 6 助攻： Shatrov 3 | 場館：杜哈室內籃球館 進場人次：200 裁判：Lee Yong-kun（南韓）、Damrongkiat Mungkit（泰國） |  |

| 2006年12月12日 半準決賽 | 中華臺北                                                | 96–103（2OT）                                       |                                                     |                                                                                          |  |
| 19:15（GMT+3）          | 每節分數： 25–18、16–20、25–23、15–20、加时： 15–22     | 每節分數： 25–18、16–20、25–23、15–20、加时： 15–22 | 每節分數： 25–18、16–20、25–23、15–20、加时： 15–22 |                                                                                          |  |
|                         | 得分： 陳信安 24 籃板： 田壘 19 助攻： 李學林、陳信安 5 | Todor66                                             | 得分： Saeed 27 籃板： Saeed 15 助攻： Turki 4      | 場館：杜哈室內籃球館 進場人次：1,178 裁判：Chantal Julien（法國）、Marwan Egho（黎巴嫩） |  |

| 2006年12月13日 第五至八名排名賽 | 中華臺北                                        | 67–78                                 | 日本                                                    |                                                                                             |  |
| 14:00（GMT+3）                  | 每節分數： 12–27、19–12、17–20、19–19           | 每節分數： 12–27、19–12、17–20、19–19 | 每節分數： 12–27、19–12、17–20、19–19                   |                                                                                             |  |
|                                 | 得分： 陳信安 14 籃板： 田壘 13 助攻： 周士淵 3 | Todor66                               | 得分： 網野友雄 15 籃板： 竹内公輔 14 助攻： 佐古賢一 4 | 場館：杜哈室內籃球館 進場人次：112 裁判：Naser Abu Rashed（約旦）、Payam Seifizadeh（伊朗） |  |

| 2006年12月14日 第七名爭奪戰 | 中華臺北                                                 | 74–100                                |                                                             |                                                                                        |  |
| 14:00（GMT+3）              | 每節分數： 19–23、13–25、19–24、23–28                    | 每節分數： 19–23、13–25、19–24、23–28 | 每節分數： 19–23、13–25、19–24、23–28                       |                                                                                        |  |
|                             | 得分： 周士淵 17 籃板： 曾文鼎 6 助攻： 陳世念、陳信安 4 | Todor66                               | 得分： Ponomarev 25 籃板： Yevstigneyev 16 助攻： Yergali 7 | 場館：杜哈室內籃球館 進場人次：231 裁判：Mozahem Hwig（敘利亞）、Fadhel Jaffar（巴林） |  |

2007年亞洲錦標賽（德島）第6名
- 教練團：鄭光錫[24]
- 選手：陳世念、許皓程、李學林、吳岱豪、曾文鼎、楊哲宜、岳瀛立、李啟億、林志傑、陳信安、呂政儒、林宜輝

| 2007年7月28日 預賽 | 中華臺北                                          | 90–66                                 | 叙利亚                                                              |                                                    |  |
| 13:30（GMT+9）     | 每節分數： 15–19、20–18、25–18、30–11             | 每節分數： 15–19、20–18、25–18、30–11 | 每節分數： 15–19、20–18、25–18、30–11                               |                                                    |  |
|                    | 得分： 楊哲宜 30 籃板： 林志傑 11 助攻： 林志傑 3 | 賽後數據（存檔）                      | 得分： Madanly 37 籃板： Hasaballah 12 助攻： Madanly、Hasaballah 2 | 場館：德島縣立產業觀光交流中心體育館 進場人次：350 |  |

| 2007年7月29日 預賽 | 中華臺北                                                                 | 70–85                                 |                                                  |                                                    |  |
| 13:30（GMT+9）     | 每節分數： 14–25、19–17、17–24、20–19                                    | 每節分數： 14–25、19–17、17–24、20–19 | 每節分數： 14–25、19–17、17–24、20–19            |                                                    |  |
|                    | 得分： 吳岱豪 20 籃板： 吳岱豪、陳信安 5 助攻： 陳世念、李學林、林志傑 2 | 賽後數據（存檔）                      | 得分： 河昇鎮 25 籃板： 河昇鎮 7 助攻： 申基成 5 | 場館：德島縣立產業觀光交流中心體育館 進場人次：250 |  |

| 2007年7月30日 預賽 | 中華臺北                                         | 98–81                                 | 香港                                             |                                                    |  |
| 11:15（GMT+9）     | 每節分數： 29–15、27–20、20–21、22–25            | 每節分數： 29–15、27–20、20–21、22–25 | 每節分數： 29–15、27–20、20–21、22–25            |                                                    |  |
|                    | 得分： 吳岱豪 24 籃板： 陳信安 7 助攻： 吳岱豪 5 | 賽後數據（存檔）                      | 得分： 李劍煌 18 籃板： 方誠義 6 助攻： 李劍煌 3 | 場館：德島縣立產業觀光交流中心體育館 進場人次：150 |  |

| 2007年7月31日 複賽 | 中華臺北                                                 | 64–76                                 | 伊朗                                                 |                                      |  |
| 13:30（GMT+9）     | 每節分數： 17–23、17–14、10–24、20–15                    | 每節分數： 17–23、17–14、10–24、20–15 | 每節分數： 17–23、17–14、10–24、20–15                |                                      |  |
|                    | 得分： 吳岱豪、陳信安 16 籃板： 吳岱豪 6 助攻： 李學林 4 | 賽後數據（存檔）                      | 得分： Nikkhah 22 籃板： Haddadi 16 助攻： Nikkhah 3 | 場館：德島縣立產業觀光交流中心體育館 |  |

| 2007年8月1日 複賽 | 中華臺北                                         | 64–95                                 | 黎巴嫩                                           |                                      |  |
| 15:45（GMT+9）    | 每節分數： 13–21、12–18、23–28、16–28            | 每節分數： 13–21、12–18、23–28、16–28 | 每節分數： 13–21、12–18、23–28、16–28            |                                      |  |
|                   | 得分： 陳信安 21 籃板： 陳世念 7 助攻： 陳世念 4 | 賽後數據（存檔）                      | 得分： Khatib 28 籃板： Beshara 7 助攻： Vogel 2 | 場館：德島縣立產業觀光交流中心體育館 |  |

| 2007年8月2日 複賽 | 中華臺北                                                         | 74–87                                 |                                                   |                                      |  |
| 13:30（GMT+9）    | 每節分數： 12–20、20–20、19–22、23–25                            | 每節分數： 12–20、20–20、19–22、23–25 | 每節分數： 12–20、20–20、19–22、23–25             |                                      |  |
|                   | 得分： 陳信安 18 籃板： 曾文鼎 9 助攻： 陳世念、李啟億、林宜輝 2 | 賽後數據（存檔）                      | 得分： Ismail 24 籃板： Ismail 10 助攻： Ismail 4 | 場館：德島縣立產業觀光交流中心體育館 |  |

| 2007年8月4日 第五至八名排名賽 | 中華臺北                                         | 85–80                                 | 日本                                                         |                                      |  |
| 15:45（GMT+9）                | 每節分數： 25–23、13–17、25–22、22–18            | 每節分數： 25–23、13–17、25–22、22–18 | 每節分數： 25–23、13–17、25–22、22–18                        |                                      |  |
|                               | 得分： 陳信安 26 籃板： 陳信安 9 助攻： 陳信安 3 | 賽後數據（存檔）                      | 得分： 網野友雄、樱木JR 15 籃板： 樱木JR 6 助攻： 五十岚圭 3 | 場館：德島縣立產業觀光交流中心體育館 |  |

| 2007年8月5日 第五名爭奪戰 | 中華臺北                                                 | 74–97                                 | 约旦                                               |                                                      |  |
| 15:30（GMT+9）            | 每節分數： 19–19、12–22、13–27、30–29                    | 每節分數： 19–19、12–22、13–27、30–29 | 每節分數： 19–19、12–22、13–27、30–29              |                                                      |  |
|                           | 得分： 陳信安 13 籃板： 吳岱豪、李啟億 5 助攻： 陳世念 3 | 賽後數據（存檔）                      | 得分： Abbas 24 籃板： Abbas 13 助攻： Soobzokov 3 | 場館：德島縣立產業觀光交流中心體育館 進場人次：1,500 |  |

2009年亞洲錦標賽東亞資格賽（小牧）第4名
- 教練團：鄭光錫
- 選手：李學林、蘇翊傑、陳靖寰、陳世念、周士淵、蔡文誠、何守正、田壘、林宜輝、楊哲宜、曾文鼎、吳岱豪

| 2009年6月10日 預賽 | 中華臺北                              | 66–78                                 | 日本                                  |                                |  |
| 18:30（GMT+9）     | 每節分數： 16–17、18–12、10–27、22–22 | 每節分數： 16–17、18–12、10–27、22–22 | 每節分數： 16–17、18–12、10–27、22–22 |                                |  |
|                    |                                       | Todor66                               |                                       | 場館：小牧市體育公園綜合體育館 |  |

| 2009年6月12日 預賽 | 中華臺北                              | 99–59                                 | 蒙古国                                |                                |  |
| 18:30（GMT+9）     | 每節分數： 24–20、24–15、24–12、27–12 | 每節分數： 24–20、24–15、24–12、27–12 | 每節分數： 24–20、24–15、24–12、27–12 |                                |  |
|                    |                                       | Todor66                               |                                       | 場館：小牧市體育公園綜合體育館 |  |

| 2009年6月13日 準決賽 | 中華臺北                             | 71–86                                |                                      |                                |  |
| 13:00（GMT+9）       | 每節分數： 17–15、9–17、27–28、18–26 | 每節分數： 17–15、9–17、27–28、18–26 | 每節分數： 17–15、9–17、27–28、18–26 |                                |  |
|                      |                                      | Todor66                              |                                      | 場館：小牧市體育公園綜合體育館 |  |

| 2009年6月14日 季軍戰 | 中華臺北                              | 90–107                                | 中國                                  |                                |  |
| 13:00（GMT+9）       | 每節分數： 27–36、18–19、18–26、27–26 | 每節分數： 27–36、18–19、18–26、27–26 | 每節分數： 27–36、18–19、18–26、27–26 |                                |  |
|                      |                                       | Todor66                               |                                       | 場館：小牧市體育公園綜合體育館 |  |

2009年亞洲錦標賽（天津）第5名
- 教練團：鄭光錫、周俊三、許晉哲[25]
- 選手：蘇翔翊、楊敬敏、李學林、張智峰、吳岱豪、楊哲宜、張宗憲、曾文鼎、林志傑、田壘、陳子威、吳建龍

| 2009年8月6日 預賽 | 中華臺北                                       | 67–71                                 | 伊朗                                                  |                                |  |
| 16:00（GMT+8）    | 每節分數： 14–17、19–19、20–16、14–19          | 每節分數： 14–17、19–19、20–16、14–19 | 每節分數： 14–17、19–19、20–16、14–19                 |                                |  |
|                   | 得分： 吳岱豪 16 籃板： 田壘 7 助攻： 李學林 6 | 賽後數據（存檔）                      | 得分： Haddadi 22 籃板： Haddadi 13 助攻： Nikkhah 11 | 場館：天津体育馆 進場人次：600 |  |

| 2009年8月7日 預賽 | 中華臺北                                          | 73–51                                | 科威特                                                |                                |  |
| 16:00（GMT+8）    | 每節分數： 21–8、15–17、20–10、17–16              | 每節分數： 21–8、15–17、20–10、17–16 | 每節分數： 21–8、15–17、20–10、17–16                  |                                |  |
|                   | 得分： 楊敬敏 24 籃板： 吳建龍 10 助攻： 蘇翔翊 6 | 賽後數據（存檔）                     | 得分： Ashkanani 13 籃板： Al-Hamidi 7 助攻： Saeed 3 | 場館：天津体育馆 進場人次：150 |  |

| 2009年8月8日 預賽 | 中華臺北                                         | 102–78                                |                                                    |                                |  |
| 11:00（GMT+8）    | 每節分數： 23–10、29–19、27–18、23–31            | 每節分數： 23–10、29–19、27–18、23–31 | 每節分數： 23–10、29–19、27–18、23–31              |                                |  |
|                   | 得分： 張宗憲 22 籃板： 曾文鼎 6 助攻： 蘇翔翊 7 | 賽後數據（存檔）                      | 得分： Kozlov 25 籃板： Safarov 11 助攻： Kozlov 4 | 場館：天津体育馆 進場人次：150 |  |

| 2009年8月10日 複賽 | 中華臺北                                         | 70–77                                 | 菲律賓                                                                                 |                                |  |
| 16:00（GMT+8）     | 每節分數： 21–16、14–17、19–29、16–15            | 每節分數： 21–16、14–17、19–29、16–15 | 每節分數： 21–16、14–17、19–29、16–15                                                  |                                |  |
|                    | 得分： 曾文鼎 21 籃板： 林志傑 9 助攻： 曾文鼎 2 | 賽後數據（存檔）                      | 得分： 葉立中 23 籃板： Thoss、Taulava、Norwood、Miller、Baguio 5 助攻： Helterbrand 5 | 場館：天津体育馆 進場人次：200 |  |

| 2009年8月11日 複賽 | 中華臺北                                       | 70–72                                |                                                   |                                |  |
| 16:00（GMT+8）     | 每節分數： 19–25、16–18、15–9、20–20           | 每節分數： 19–25、16–18、15–9、20–20 | 每節分數： 19–25、16–18、15–9、20–20              |                                |  |
|                    | 得分： 張宗憲 17 籃板： 田壘 9 助攻： 林志傑 4 | 賽後數據（存檔）                     | 得分： 金周成 20 籃板： 梁熙鍾 15 助攻： 梁東根 4 | 場館：天津体育馆 進場人次：500 |  |

| 2009年8月12日 複賽 | 中華臺北                                                                | 99–79                                 | 日本                                                                       |                                |  |
| 14:00（GMT+8）     | 每節分數： 29–22、20–21、24–10、26–26                                   | 每節分數： 29–22、20–21、24–10、26–26 | 每節分數： 29–22、20–21、24–10、26–26                                      |                                |  |
|                    | 得分： 曾文鼎 20 籃板： 曾文鼎 10 助攻： 張智峰、曾文鼎、林志傑、田壘 3 | 賽後數據（存檔）                      | 得分： 五十岚圭、竹内譲次 18 籃板： 竹内譲次 7 助攻： 五十岚圭、伊藤俊亮 4 | 場館：天津体育馆 進場人次：300 |  |

| 2009年8月14日 半準決賽 | 中華臺北                                                             | 83–101                                | 中國                                                      |                                  |  |
| 19:00（GMT+8）         | 每節分數： 22–28、23–25、16–32、22–16                                | 每節分數： 22–28、23–25、16–32、22–16 | 每節分數： 22–28、23–25、16–32、22–16                     |                                  |  |
|                        | 得分： 田壘 17 籃板： 吳岱豪、林志傑、田壘 4 助攻： 張智峰、曾文鼎 4 | 賽後數據（存檔）                      | 得分： 易建聯、王治郅 25 籃板： 易建聯 14 助攻： 胡雪峰 6 | 場館：天津体育馆 進場人次：7,500 |  |

| 2009年8月15日 第五至八名排名賽 | 中華臺北                                             | 70–65                                |                                                  |                                  |  |
| 19:00（GMT+8）                 | 每節分數： 20–9、16–18、13–14、21–24                 | 每節分數： 20–9、16–18、13–14、21–24 | 每節分數： 20–9、16–18、13–14、21–24             |                                  |  |
|                                | 得分： 田壘 18 籃板： 李學林、田壘 6 助攻： 李學林 5 | 賽後數據（存檔）                     | 得分： 河昇鎮 21 籃板： 吳世根 9 助攻： 梁東根 4 | 場館：天津体育馆 進場人次：7,000 |  |

| 2009年8月16日 第五名爭奪戰 | 中華臺北                                               | 87–79                                 |                                                              |                                  |  |
| 19:00（GMT+8）             | 每節分數： 27–24、21–20、17–22、22–13                  | 每節分數： 27–24、21–20、17–22、22–13 | 每節分數： 27–24、21–20、17–22、22–13                        |                                  |  |
|                            | 得分： 楊敬敏 19 籃板： 李學林、田壘 4 助攻： 李學林 5 | 賽後數據（存檔）                      | 得分： El-Sayad 19 籃板： Abdulrahman 7 助攻： Abdulrahman 5 | 場館：天津体育馆 進場人次：8,500 |  |

2009年東亞運動會（香港）第2名
- 教練團：鄭光錫、許晉哲、周俊三[26]
- 選手：楊敬敏、李學林、吳岱豪、楊哲宜、曾文鼎、田壘、陳世念、陳子威、吳建龍、張智峰、林志傑、陳順詳

| 2009年12月3日 預賽 | 中華臺北                              | 118–59                                | 澳門                                  |                      |  |
| 15:30（GMT+8）     | 每節分數： 27–11、29–20、28–15、34–13 | 每節分數： 27–11、29–20、28–15、34–13 | 每節分數： 27–11、29–20、28–15、34–13 |                      |  |
|                    |                                       | 賽後數據                              |                                       | 場館：西區公園體育館 |  |

| 2009年12月5日 預賽 | 中華臺北                              | 132–94                                | 蒙古国                                |                      |  |
| 13:15（GMT+8）     | 每節分數： 39–15、30–25、36–25、27–29 | 每節分數： 39–15、30–25、36–25、27–29 | 每節分數： 39–15、30–25、36–25、27–29 |                      |  |
|                    |                                       | 賽後數據                              |                                       | 場館：西區公園體育館 |  |

| 2009年12月7日 預賽 | 中華臺北                             | 48–76                                | 中國                                 |                      |  |
| 20:00（GMT+8）     | 每節分數： 18–17、13–17、7–23、10–19 | 每節分數： 18–17、13–17、7–23、10–19 | 每節分數： 18–17、13–17、7–23、10–19 |                      |  |
|                    |                                      | 賽後數據                             |                                      | 場館：西區公園體育館 |  |

| 2009年12月8日 準決賽 | 中華臺北                                        | 69–67                                 | 日本                                                                        |                                                                                            |  |
| 20:00（GMT+8）       | 每節分數： 21–18、15–12、18–12、15–25           | 每節分數： 21–18、15–12、18–12、15–25 | 每節分數： 21–18、15–12、18–12、15–25                                       |                                                                                            |  |
|                      | 得分： 林志傑 17 籃板： 田壘 13 助攻： 曾文鼎 5 | 賽後數據1 賽後數據2                   | 得分： 竹内譲次 19 籃板： 竹内譲次 20 助攻： 菊地祥平、広瀬健太、竹内譲次 2 | 場館：西區公園體育館 裁判：Petr Sudek（斯洛伐克）、Yan Jun（中國）、Yeung Ying Wai（香港） |  |

| 2009年12月11日 決賽 | 中華臺北                              | 97–98                                 |                                       |                  |  |
| 20:00（GMT+8）      | 每節分數： 20–17、25–25、19–23、33–33 | 每節分數： 20–17、25–25、19–23、33–33 | 每節分數： 20–17、25–25、19–23、33–33 |                  |  |
|                     |                                       | 賽後數據                              |                                       | 場館：香港體育館 |  |

## 2010年代
2010年亞洲史坦克維奇盃（貝魯特）第7名
- 教練團：張學雷
- 選手：曾文鼎、陳子威、簡嘉宏、李學林、陳世念、洪志善、陳順詳、毛加恩、楊敬敏、張宗憲、呂政儒、鄭人維

| 2010年8月7日 預賽 | 中華臺北                                                 | 58–61                                | 日本                                                   | |  |
| 17:00（GMT+2）    | 每節分數： 14–24、12–6、19–16、13–15                     | 每節分數： 14–24、12–6、19–16、13–15 | 每節分數： 14–24、12–6、19–16、13–15                   | |  |
|                   | 得分： 簡嘉宏 17 籃板： 曾文鼎、陳子威 4 助攻： 曾文鼎 3 | 賽後數據                             | 得分： 川村卓也 15 籃板： 竹内公輔 8 助攻： 川村卓也 3 | 場館：Ghazir Club Court 裁判：Jakub Zamojski（波蘭）、Ferdinand Pascual（菲律賓）、Jamal Al-Turk（敘利亞） |  |

| 2010年8月8日 預賽 | 中華臺北                                          | 80–64                                 |                                                      | |  |
| 17:00（GMT+2）    | 每節分數： 25–20、11–17、25–15、19–12             | 每節分數： 25–20、11–17、25–15、19–12 | 每節分數： 25–20、11–17、25–15、19–12                | |  |
|                   | 得分： 毛加恩 22 籃板： 曾文鼎 8 助攻： 簡嘉宏 10 | 賽後數據                              | 得分： Gavrilov 14 籃板： Gavrilov 11 助攻： Ilyin 3 | 場館：Ghazir Club Court 裁判：Jamal Al-Turk（敘利亞）、Francisco Olivar（菲律賓）、Rabah Noujaim（黎巴嫩） |  |

| 2010年8月9日 預賽 | 中華臺北                                          | 86–77                                | 伊拉克                                                  | |  |
| 15:00（GMT+2）    | 每節分數： 21–20、24–14、7–30、34–13              | 每節分數： 21–20、24–14、7–30、34–13 | 每節分數： 21–20、24–14、7–30、34–13                    | |  |
|                   | 得分： 陳世念 16 籃板： 曾文鼎 10 助攻： 簡嘉宏 8 | 賽後數據                             | 得分： Mahdi 27 籃板： Mahdi 10 助攻： Ismaerl、Hamad 4 | 場館：Ghazir Club Court 裁判：Ferdinand Pascual（菲律賓）、Rabah Noujaim（黎巴嫩）、Marwan Oweis（約旦） |  |

| 2010年8月11日 預賽 | 中華臺北                                                                 | 67–86                                 | 伊朗                                                   | |  |
| 15:00（GMT+2）     | 每節分數： 15–17、21–29、16–29、15–11                                    | 每節分數： 15–17、21–29、16–29、15–11 | 每節分數： 15–17、21–29、16–29、15–11                  | |  |
|                    | 得分： 陳順詳 13 籃板： 簡嘉宏、李學林、鄭人維 5 助攻： 曾文鼎、李學林 4 | 賽後數據                              | 得分： Kardoust 24 籃板： Nabipour 18 助攻： Baheran 5 | 場館：Ghazir Club Court 裁判：Ilija Belošević（塞爾維亞）、Marwan Egho（黎巴嫩）、Francisco Olivar（菲律賓） |  |

| 2010年8月13日 半準決賽 | 中華臺北                                                 | 78–86                                 |                                                  | |  |
| 16:00（GMT+2）         | 每節分數： 24–22、17–26、20–23、17–15                    | 每節分數： 24–22、17–26、20–23、17–15 | 每節分數： 24–22、17–26、20–23、17–15            | |  |
|                        | 得分： 毛加恩 16 籃板： 曾文鼎 6 助攻： 曾文鼎、洪志善 3 | 賽後數據                              | 得分： Ngombo 33 籃板： Souleye 13 助攻： Musa 4 | 場館：Ghazir Club Court 裁判：Ilija Belošević（塞爾維亞）、Arsen Andryushkin（哈薩克）、Ferdinand Pascual（菲律賓） |  |

| 2010年8月14日 第五至八名排名賽 | 中華臺北                                          | 70–85                                 | 约旦                                               | |  |
| 15:00（GMT+2）                 | 每節分數： 19–21、14–27、22–21、15–16             | 每節分數： 19–21、14–27、22–21、15–16 | 每節分數： 19–21、14–27、22–21、15–16              | |  |
|                                | 得分： 李學林 11 籃板： 曾文鼎 10 助攻： 簡嘉宏 4 | 賽後數據                              | 得分： Daghles 24 籃板： Abbas 12 助攻： Daghles 9 | 場館：Ghazir Club Court 裁判：Arsen Andryushkin（哈薩克）、Francisco Olivar（菲律賓）、Rabah Noujaim（黎巴嫩） |  |

| 2010年8月15日 第七名爭奪戰 | 中華臺北                                                          | 73–67                                |                                                                   | |  |
| 15:00（GMT+2）             | 每節分數： 12–21、21–18、16–8、24–20                              | 每節分數： 12–21、21–18、16–8、24–20 | 每節分數： 12–21、21–18、16–8、24–20                              | |  |
|                            | 得分： 洪志善 17 籃板： 李學林 11 助攻： 洪志善、呂政儒、鄭人維 2 | 賽後數據                             | 得分： Gavrilov 18 籃板： Gilyazutdinov 13 助攻： Tuleu、Klimov 5 | 場館：Ghazir Club Court 裁判：Amir Hossein Safarzadeh（伊朗）、Marwan Oweis（約旦）、Ahmed Al-Suwaili（伊拉克） |  |

2010年亞洲運動會（廣州）第9名
- 教練團：張學雷、邱啟益、魏永泰[27]
- 選手：李學林、陳世念、田壘、楊敬敏、呂政儒、周柏臣、毛加恩、洪志善、吳岱豪、陳順詳、林志傑、簡嘉宏

| 2010年11月16日 預賽 | 中華臺北                                                | 57–63                               | 日本                                                              | |  |
| 21:30（GMT+8）      | 每節分數： 14–7、9–17、17–18、17–21                     | 每節分數： 14–7、9–17、17–18、17–21 | 每節分數： 14–7、9–17、17–18、17–21                               | |  |
|                     | 得分： 田壘、林志傑 15 籃板： 吳岱豪 13 助攻： 李學林 3 | Todor66                             | 得分： 竹内譲次 15 籃板： 竹内公輔、竹内譲次 13 助攻： 櫻井良太 2 | 場館：英东体育馆 裁判：Cristiano Maranho（巴西）、Pak Jong-Sik（北韓）、Ravshan Ganiev（烏茲別克） |  |

| 2010年11月17日 預賽 | 中華臺北                                                  | 93–66                                | 印度                                                      |                                                                                            |  |
| 21:30（GMT+8）      | 每節分數： 25–21、22–6、25–19、21–20                      | 每節分數： 25–21、22–6、25–19、21–20 | 每節分數： 25–21、22–6、25–19、21–20                      |                                                                                            |  |
|                     | 得分： 林志傑 23 籃板： 李學林、林志傑 5 助攻： 李學林 10 | Todor66                              | 得分： Singh 22 籃板： Rai、Singh 6 助攻： Bhriguvanshi 4 | 場館：英东体育馆 裁判：Ravshan Ganiev（烏茲別克）、Yun Jong-Hyun（南韓）、Duan Zhu（中國） |  |

| 2010年11月19日 預賽 | 中華臺北                                                     | 70–72                                 |                                                                      | |  |
| 19:15（GMT+8）      | 每節分數： 14–20、12–14、23–16、21–22                        | 每節分數： 14–20、12–14、23–16、21–22 | 每節分數： 14–20、12–14、23–16、21–22                                | |  |
|                     | 得分： 呂政儒 23 籃板： 田壘、林志傑 6 助攻： 李學林、田壘 4 | Todor66                               | 得分： Ngombo 23 籃板： Ismail 12 助攻： Ngombo、Abdulrahman、Musa 2 | 場館：黄埔体育中心体育馆 裁判：Borys Shulga（烏克蘭）、Yun Jong-Hyun（南韓）、Yang Maogong（中國） |  |

| 2010年11月21日 預賽 | 中華臺北                                                                 | 72–73                                 | 伊朗                                                   | |  |
| 21:30（GMT+8）      | 每節分數： 14–22、19–14、21–17、18–20                                    | 每節分數： 14–22、19–14、21–17、18–20 | 每節分數： 14–22、19–14、21–17、18–20                  | |  |
|                     | 得分： 林志傑 22 籃板： 吳岱豪、林志傑 4 助攻： 李學林、林志傑、洪志善 3 | Todor66                               | 得分： Kardoust 22 籃板： Kardoust 16 助攻： Kamrani 4 | 場館：黄埔体育中心体育馆 裁判：Eddie Viator（法國）、Song Yanping（中國）、Ravshan Ganiev（烏茲別克） |  |

| 2010年11月22日 預賽 | 中華臺北                                         | 73–82                                 | 菲律賓                                                        |                                                                                               |  |
| 21:30（GMT+8）      | 每節分數： 21–20、19–22、14–22、19–18            | 每節分數： 21–20、19–22、14–22、19–18 | 每節分數： 21–20、19–22、14–22、19–18                         |                                                                                               |  |
|                     | 得分： 林志傑 21 籃板： 李學林 9 助攻： 吳岱豪 3 | Todor66                               | 得分： Taulava、Lassiter 18 籃板： Williams 13 助攻： Casio 4 | 場館：英东体育馆 裁判：Pablo Estévez（阿根廷）、Wang Mei（中國）、Mohammad Al-Amiri（科威特） |  |

2011年亞洲錦標賽東亞資格賽（南京）第4名
- 教練團：周俊三
- 選手：陳順詳、陳信安、李學林、楊敬敏、吳岱豪、毛加恩、鄭人維、呂政儒、簡嘉宏、洪志善、蘇翔翊、周柏臣

| 2011年6月10日 預賽 | 中華臺北                                                 | 75–74                                 | 日本                                                           | |  |
| 16:00（GMT+8）     | 每節分數： 13–14、14–18、25–17、23–25                    | 每節分數： 13–14、14–18、25–17、23–25 | 每節分數： 13–14、14–18、25–17、23–25                          | |  |
|                    | 得分： 陳信安 16 籃板： 簡嘉宏、李學林 4 助攻： 李學林 4 | 賽後數據                              | 得分： 川村卓也 28 籃板： 竹内公輔 7 助攻： 石崎巧、川村卓也 3 | 場館：南京奥林匹克体育中心体育馆 裁判：Elias Koromilas（希臘）、Zheng Jun（中國）、Choi Yong-Koo（南韓） |  |

| 2011年6月11日 預賽 | 中華臺北                              | 85–71                                 | 蒙古国                                |                                  |  |
| 14:00（GMT+8）     | 每節分數： 25–30、18–16、18–11、24–14 | 每節分數： 25–30、18–16、18–11、24–14 | 每節分數： 25–30、18–16、18–11、24–14 |                                  |  |
|                    |                                       | 賽後數據                              |                                       | 場館：南京奥林匹克体育中心体育馆 |  |

| 2011年6月14日 準決賽 | 中華臺北                              | 61–69                                 |                                       |                                  |  |
| 16:00（GMT+8）       | 每節分數： 11–19、17–16、18–15、15–19 | 每節分數： 11–19、17–16、18–15、15–19 | 每節分數： 11–19、17–16、18–15、15–19 |                                  |  |
|                      |                                       | 賽後數據                              |                                       | 場館：南京奥林匹克体育中心体育馆 |  |

| 2011年6月15日 季軍戰 | 中華臺北                              | 53–87                                 | 中國                                  |                                  |  |
| 16:00（GMT+8）       | 每節分數： 15–23、11–11、11–30、16–23 | 每節分數： 15–23、11–11、11–30、16–23 | 每節分數： 15–23、11–11、11–30、16–23 |                                  |  |
|                      |                                       | 賽後數據                              |                                       | 場館：南京奥林匹克体育中心体育馆 |  |

2011年亞洲錦標賽（武漢）第8名
- 教練團：周俊三[28]
- 選手：曾文鼎、簡嘉宏、李學林、毛加恩、吳岱豪、陳世念、蘇翔翊、陳信安、林志傑、呂政儒、何守正、張宗憲

| 2011年9月15日 預賽 | 中華臺北                                         | 37–49                              | 伊朗                                                                   | |  |
| 11:00（GMT+8）     | 每節分數： 8–10、11–7、12–15、6–17               | 每節分數： 8–10、11–7、12–15、6–17 | 每節分數： 8–10、11–7、12–15、6–17                                     | |  |
|                    | 得分： 吳岱豪 15 籃板： 吳岱豪 7 助攻： 李學林 4 | 賽後數據 （賽後數據、存檔）        | 得分： Nikkhah 18 籃板： Haddadi 18 助攻： Davoudi、Kamrani、Haddadi 3 | 場館：武汉体育中心体育馆 裁判：Naser Abu-Rashed（約旦）、Dennis Barbacena（菲律賓）、Rajnarayan Patro（印度） |  |

| 2011年9月16日 預賽 | 中華臺北                                                         | 81–71                                 |                                                         | |  |
| 11:00（GMT+8）     | 每節分數： 24–14、21–22、22–14、14–21                            | 每節分數： 24–14、21–22、22–14、14–21 | 每節分數： 24–14、21–22、22–14、14–21                   | |  |
|                    | 得分： 張宗憲 15 籃板： 曾文鼎、吳岱豪、何守正 5 助攻： 曾文鼎 5 | 賽後數據 （賽後數據、存檔）           | 得分： Zinovev 17 籃板： Juginisov 6 助攻： Juginisov 4 | 場館：武汉体育中心体育馆 裁判：Yasser Hanoneh（敘利亞）、Hussain Al-Bloushi（阿聯）、Yun Jong-Hyun（南韓） |  |

| 2011年9月17日 預賽 | 中華臺北                                         | 94–78                                 |                                                     | |  |
| 15:30（GMT+8）     | 每節分數： 23–15、27–25、18–21、26–17            | 每節分數： 23–15、27–25、18–21、26–17 | 每節分數： 23–15、27–25、18–21、26–17               | |  |
|                    | 得分： 張宗憲 35 籃板： 曾文鼎 7 助攻： 李學林 7 | 賽後數據 （賽後數據、存檔）           | 得分： Abdelqader 30 籃板： Saeed 13 助攻： Saeed 4 | 場館：武汉体育中心体育馆 裁判：Ng Cheng Hou（馬來西亞）、Rajnarayan Patro（印度）、Dennis Barbacena（菲律賓） |  |

| 2011年9月19日 複賽 | 中華臺北                                         | 60–58                                | 黎巴嫩                                         | |  |
| 11:00（GMT+8）     | 每節分數： 16–13、14–17、20–20、10–8             | 每節分數： 16–13、14–17、20–20、10–8 | 每節分數： 16–13、14–17、20–20、10–8           | |  |
|                    | 得分： 陳信安 15 籃板： 吳岱豪 9 助攻： 曾文鼎 8 | 賽後數據 （賽後數據、存檔）          | 得分： Hoskin 19 籃板： Hoskin 11 助攻： Akl 6 | 場館：武汉体育中心体育馆 裁判：Cristiano Maranho（巴西）、Hussain Al-Bloushi（阿聯）、相原伸康（日本） |  |

| 2011年9月20日 複賽 | 中華臺北                                                 | 61–82                                |                                                                          |                                                                                                  |  |
| 15:30（GMT+8）     | 每節分數： 20–18、12–25、8–21、21–18                     | 每節分數： 20–18、12–25、8–21、21–18 | 每節分數： 20–18、12–25、8–21、21–18                                     |                                                                                                  |  |
|                    | 得分： 吳岱豪 15 籃板： 曾文鼎、張宗憲 6 助攻： 陳信安 3 | 賽後數據 （賽後數據、存檔）          | 得分： 趙晟閔 19 籃板： 梁東根、金周成、吳世根、金鐘奎 7 助攻： 金周成 8 | 場館：武汉体育中心体育馆 裁判：Cristiano Maranho（巴西）、平原勇次（日本）、Yang Maogong（中國） |  |

| 2011年9月21日 複賽 | 中華臺北                                         | 109–62                                | 马来西亚                                                 |                                                                                                   |  |
| 11:00（GMT+8）     | 每節分數： 24–18、27–18、30–11、28–15            | 每節分數： 24–18、27–18、30–11、28–15 | 每節分數： 24–18、27–18、30–11、28–15                    |                                                                                                   |  |
|                    | 得分： 張宗憲 25 籃板： 何守正 8 助攻： 蘇翔翊 9 | 賽後數據（存檔）                      | 得分： 古加尼 15 籃板： 关勇缙 8 助攻： 刘必荣、古加尼 4 | 場館：武汉体育中心体育馆 裁判：Yunes Janahi（巴林）、Wang Mei（中國）、Hussain Al-Bloushi（阿聯） |  |

| 2011年9月23日 半準決賽 | 中華臺北                                                 | 78–95                                 | 菲律賓                                             | |  |
| 18:00（GMT+8）         | 每節分數： 23–19、19–26、15–25、21–25                    | 每節分數： 23–19、19–26、15–25、21–25 | 每節分數： 23–19、19–26、15–25、21–25              | |  |
|                        | 得分： 曾文鼎 20 籃板： 吳岱豪、林志傑 7 助攻： 林志傑 5 | 賽後數據 （賽後數據、存檔）           | 得分： Douthit 37 籃板： Douthit 10 助攻： Casio 4 | 場館：武汉体育中心体育馆 裁判：Marwan Egho（黎巴嫩）、Naser Abu Rashed（約旦）、Yasser Abbas（卡達） |  |

| 2011年9月24日 第五至八名排名賽 | 中華臺北                                         | 66–98                                 | 伊朗                                                 | |  |
| 13:30（GMT+8）                 | 每節分數： 16–21、15–27、19–27、16–23            | 每節分數： 16–21、15–27、19–27、16–23 | 每節分數： 16–21、15–27、19–27、16–23                | |  |
|                                | 得分： 吳岱豪 16 籃板： 吳岱豪 6 助攻： 曾文鼎 4 | 賽後數據 （賽後數據、存檔）           | 得分： Haddadi 21 籃板： Haddadi 14 助攻： Haddadi 6 | 場館：武汉体育中心体育馆 裁判：Dennis Barbacena（菲律賓）、Yasser Hanoneh（敘利亞）、Shin Gi-Rok（南韓） |  |

| 2011年9月25日 第七名爭奪戰 | 中華臺北                                                         | 72–81                                | 日本                                                    | |  |
| 13:30（GMT+8）             | 每節分數： 9–28、27–19、17–19、19–15                             | 每節分數： 9–28、27–19、17–19、19–15 | 每節分數： 9–28、27–19、17–19、19–15                    | |  |
|                            | 得分： 林志傑 18 籃板： 曾文鼎、陳信安 7 助攻： 曾文鼎、林志傑 3 | 賽後數據 （賽後數據、存檔）          | 得分： 竹内公輔 16 籃板： 竹内公輔 22 助攻： 川村卓也 3 | 場館：武汉体育中心体育馆 裁判：Rabah Noujaim（黎巴嫩）、Amir Hossein Safarzadeh（伊朗）、Yasser Abbas（卡達） |  |

2012年亞洲盃（東京）第6名
- 教練團：許晉哲
- 選手：李學林、蘇翊傑、陳世、林志傑、呂政儒、張宗憲、曾文鼎、吳岱豪、毛加恩、田壘、陳信安、簡浩

| 2012年9月15日 預賽 | 中華臺北                                             | 78–90                                 | 日本                                                        | |  |
| 16:30（GMT+9）     | 每節分數： 14–27、20–26、22–21、22–16                | 每節分數： 14–27、20–26、22–21、22–16 | 每節分數： 14–27、20–26、22–21、22–16                       | |  |
|                    | 得分： 田壘 19 籃板： 田壘 7 助攻： 李學林、曾文鼎 3 | 賽後數據                              | 得分： 樱木JR 19 籃板： 樱木JR 10 助攻： 樱木JR、渡邉裕規 5 | 場館：大田區綜合體育館 裁判：Marwan Egho（黎巴嫩）、Ferdinand Pascual（菲律賓）、Yevgeniy Mikheyev（哈薩克） |  |

| 2012年9月16日 預賽 | 中華臺北                                                       | 113–88                                | 印度                                                          | |  |
| 11:30（GMT+9）     | 每節分數： 31–24、27–17、33–17、22–30                          | 每節分數： 31–24、27–17、33–17、22–30 | 每節分數： 31–24、27–17、33–17、22–30                         | |  |
|                    | 得分： 張宗憲 20 籃板： 吳岱豪、簡浩 6 助攻： 毛加恩、曾文鼎 4 | 賽後數據                              | 得分： Bhriguvanshi 20 籃板： Singh 10 助攻： Bhriguvanshi 12 | 場館：大田區綜合體育館 裁判：Marwan Egho（黎巴嫩）、Yang Hongfeng（中國）、Yevgeniy Mikheyev（哈薩克） |  |

| 2012年9月17日 預賽 | 中華臺北                                        | 63–71                                 | 伊朗                                                |                                                                                                   |  |
| 19:00（GMT+9）     | 每節分數： 20–17、19–12、12–27、12–15           | 每節分數： 20–17、19–12、12–27、12–15 | 每節分數： 20–17、19–12、12–27、12–15               |                                                                                                   |  |
|                    | 得分： 田壘 17 籃板： 曾文鼎 10 助攻： 李學林 5 | 賽後數據                              | 得分： Nikkhah 24 籃板： Sahakian 10 助攻： Afagh 3 | 場館：大田區綜合體育館 裁判：Marwan Egho（黎巴嫩）、Wang Mei（中國）、Ferdinand Pascual（菲律賓） |  |

| 2012年9月18日 預賽 | 中華臺北                                     | 75–73                                 |                                                          | |  |
| 16:30（GMT+9）     | 每節分數： 17–22、18–14、18–15、22–22        | 每節分數： 17–22、18–14、18–15、22–22 | 每節分數： 17–22、18–14、18–15、22–22                    | |  |
|                    | 得分： 曾文鼎 17 籃板： 田壘 9 助攻： 陳世 5 | 賽後數據                              | 得分： Ali 17 籃板： Ahmad、Abdelqader 8 助攻： Yousuf 3 | 場館：大田區綜合體育館 裁判：Rabah Noujaim（黎巴嫩）、Yang Hongfeng（中國）、Ferdinand Pascual（菲律賓） |  |

| 2012年9月20日 半準決賽 | 中華臺北                                       | 68–75                                 | 菲律賓                                                 |                                                                                           |  |
| 14:00（GMT+9）         | 每節分數： 13–10、19–28、21–16、15–21          | 每節分數： 13–10、19–28、21–16、15–21 | 每節分數： 13–10、19–28、21–16、15–21                  |                                                                                           |  |
|                        | 得分： 簡浩 21 籃板： 曾文鼎 6 助攻： 李學林 4 | 賽後數據                              | 得分： Douthit 19 籃板： Douthit 18 助攻： de Ocampo 3 | 場館：大田區綜合體育館 裁判：Rabah Noujaim（黎巴嫩）、Yuki Kubo（日本）、Wang Mei（中國） |  |

| 2012年9月21日 第五至八名排名賽 | 中華臺北                                             | 86–70                                 |                                                           | |  |
| 11:30（GMT+9）                 | 每節分數： 30–18、17–15、19–20、20–17                | 每節分數： 30–18、17–15、19–20、20–17 | 每節分數： 30–18、17–15、19–20、20–17                     | |  |
|                                | 得分： 陳世 13 籃板： 呂政儒、田壘 5 助攻： 曾文鼎 6 | 賽後數據                              | 得分： Kozlov 21 籃板： Kozlov 9 助攻： Kozlov、Shatrov 3 | 場館：大田區綜合體育館 裁判：Ferdinand Pascual（菲律賓）、Yoji Higashi（日本）、Amir Hossein Safarzadeh（伊朗） |  |

| 2012年9月22日 第五名爭奪戰 | 中華臺北                                         | 63–67                                | 中國                                              |                                                                                                  |  |
| 11:30（GMT+9）             | 每節分數： 16–18、8–11、23–20、16–18             | 每節分數： 16–18、8–11、23–20、16–18 | 每節分數： 16–18、8–11、23–20、16–18              |                                                                                                  |  |
|                            | 得分： 林志傑 20 籃板： 曾文鼎 7 助攻： 李學林 5 | 賽後數據                             | 得分： 王哲林 20 籃板： 王哲林 14 助攻： 王哲林 4 | 場館：大田區綜合體育館 裁判：Rabah Noujaim（黎巴嫩）、Yasser Abbas（卡達）、Yuji Higashi（日本） |  |

2013年亞洲錦標賽東亞資格賽（仁川）第5名
- 教練團：許晉哲、許智超、麥班達
- 選手：葛記豪、洪志善、林冠綸、張宗憲、林金榜、陳順詳、林宜輝、蔡文誠、簡浩、周柏臣、李德威、曾文鼎

| 2013年5月16日 預賽 | 中華臺北                           | 108–32                             | 澳門                               |                      |  |
| 14:00（GMT+9）     | 每節分數： 28–9、24–4、24–9、32–10 | 每節分數： 28–9、24–4、24–9、32–10 | 每節分數： 28–9、24–4、24–9、32–10 |                      |  |
|                    |                                    | 賽後數據                           |                                    | 場館：三山世界體育館 |  |

| 2013年5月17日 預賽 | 中華臺北                              | 56–78                                 |                                       |                      |  |
| 14:00（GMT+9）     | 每節分數： 21–15、10–22、14–19、11–22 | 每節分數： 21–15、10–22、14–19、11–22 | 每節分數： 21–15、10–22、14–19、11–22 |                      |  |
|                    |                                       | 賽後數據                              |                                       | 場館：三山世界體育館 |  |

| 2013年5月18日 預賽 | 中華臺北                                         | 70–71                                 | 日本                                                                                 |                      |  |
| 14:00（GMT+9）     | 每節分數： 17–17、18–15、15–22、20–17            | 每節分數： 17–17、18–15、15–22、20–17 | 每節分數： 17–17、18–15、15–22、20–17                                                |                      |  |
|                    | 得分： 張宗憲 21 籃板： 曾文鼎 8 助攻： 洪志善 5 | 賽後數據                              | 得分： 金丸晃輔 15 籃板： 竹内公輔 8 助攻： 田中大貴、栗原貴宏、櫻井良太、青野文彦 1 | 場館：三山世界體育館 |  |

| 2013年5月20日 第五名爭奪戰 | 中華臺北                              | 94–86                                 | 蒙古国                                |                      |  |
| 14:00（GMT+9）             | 每節分數： 21–22、28–16、25–18、20–30 | 每節分數： 21–22、28–16、25–18、20–30 | 每節分數： 21–22、28–16、25–18、20–30 |                      |  |
|                            |                                       | 賽後數據                              |                                       | 場館：三山世界體育館 |  |

2013年亞洲錦標賽（馬尼拉）第4名
- 教練團：許晉哲、許智超、麥班達[29]
- 選手：曾文鼎、戴維斯（歸化球員）、李學林、田壘、陳世、洪志善、周柏臣、楊敬敏、林志傑、呂政儒、蔡文誠、簡浩

| 2013年8月1日 預賽 | 中華臺北                                          | 91–87                                 | 约旦                                                                     | |  |
| 13:15（GMT+8）    | 每節分數： 26–20、15–21、24–26、26–20             | 每節分數： 26–20、15–21、24–26、26–20 | 每節分數： 26–20、15–21、24–26、26–20                                    | |  |
|                   | 得分： 林志傑 27 籃板： 戴維斯 11 助攻： 林志傑 5 | 賽後數據（存檔）                      | 得分： Baxter 30 籃板： Hussein 7 助攻： Al-Hamarsheh、Baxter、Al-Sous 4 | 場館：亞洲購物中心體育館 裁判：Atanu Banerjee（印度）、片寄達（日本）、Arsen Andryushkin（哈薩克） |  |

| 2013年8月2日 預賽 | 中華臺北                                        | 90–67                                 | 沙烏地阿拉伯                                                                        | |  |
| 13:15（GMT+8）    | 每節分數： 31–14、17–20、17–12、25–21           | 每節分數： 31–14、17–20、17–12、25–21 | 每節分數： 31–14、17–20、17–12、25–21                                               | |  |
|                   | 得分： 呂政儒 25 籃板： 戴維斯 10 助攻： 陳世 5 | 賽後數據（存檔）                      | 得分： Al-Muwallad 15 籃板： Al-Marwani 10 助攻： Al-Sager、Al-Mukhtar、Abo-Jalas 1 | 場館：亞洲購物中心體育館 裁判：Mikheyev Yevgeniy（哈薩克）、Thaweewutsophon Thongchai（泰國）、Shin Gi-Rok（南韓） |  |

| 2013年8月3日 預賽 | 中華臺北                                           | 84–79                                 | 菲律賓                                                       | |  |
| 20:30（GMT+8）    | 每節分數： 30–19、12–24、13–25、29–11              | 每節分數： 30–19、12–24、13–25、29–11 | 每節分數： 30–19、12–24、13–25、29–11                        | |  |
|                   | 得分： 呂政儒 22 籃板： 戴維斯 10 助攻： 林志傑 12 | 賽後數據（存檔）                      | 得分： Fonacier 21 籃板： Douthit 10 助攻： Alapag、Castro 4 | 場館：亞洲購物中心體育館 裁判：Jaladri Harja（印尼）、Andryushkin Arsen（哈薩克）、Chong Yun Aun（馬來西亞） |  |

| 2013年8月5日 複賽 | 中華臺北                                             | 94–55                                 | 香港                                                              | |  |
| 15:00（GMT+8）    | 每節分數： 19–19、24–13、31–11、20–12                | 每節分數： 19–19、24–13、31–11、20–12 | 每節分數： 19–19、24–13、31–11、20–12                             | |  |
|                   | 得分： 陳世 13 籃板： 戴維斯、簡浩 7 助攻： 林志傑 6 | 賽後數據（存檔）                      | 得分： 方誠義 13 籃板： 方誠義 15 助攻： 李劍煌、陳兆榮、方誠義 2 | 場館：亞洲購物中心體育館 裁判：Mohd.Al-Amiri（科威特）、Amirhossein Safarzadeh（伊朗）、Atanu Banerjee（印度） |  |

| 2013年8月6日 複賽 | 中華臺北                                        | 79–76                                 | 日本                                                  | |  |
| 15:00（GMT+8）    | 每節分數： 22–25、22–16、17–18、18–17           | 每節分數： 22–25、22–16、17–18、18–17 | 每節分數： 22–25、22–16、17–18、18–17                 | |  |
|                   | 得分： 曾文鼎 19 籃板： 戴維斯 12 助攻： 田壘 5 | 賽後數據（存檔）                      | 得分： 竹内公輔 17 籃板： 樱木JR 12 助攻： 櫻井良太 8 | 場館：亞洲購物中心體育館 裁判：Arsen Andryushkin（哈薩克）、Amirhossein Safarzadeh（伊朗）、Peng Ling（中國） |  |

| 2013年8月7日 複賽 | 中華臺北                                         | 68–71                                 |                                                 |                                                                                                |  |
| 15:00（GMT+8）    | 每節分數： 15–15、13–14、20–20、20–22            | 每節分數： 15–15、13–14、20–20、20–22 | 每節分數： 15–15、13–14、20–20、20–22           |                                                                                                |  |
|                   | 得分： 戴維斯 23 籃板： 戴維斯 8 助攻： 林志傑 4 | 賽後數據（存檔）                      | 得分： Ismail 20 籃板： Ismail 19 助攻： Musa 4 | 場館：亞洲購物中心體育館 裁判：Harja Jaladri（印尼）、Atanu Banerjee（印度）、平原勇次（日本） |  |

| 2013年8月9日 半準決賽 | 中華臺北                                          | 96–78                                 | 中國                                              | |  |
| 17:45（GMT+8）        | 每節分數： 20–28、20–22、31–12、25–16             | 每節分數： 20–28、20–22、31–12、25–16 | 每節分數： 20–28、20–22、31–12、25–16             | |  |
|                       | 得分： 戴維斯 26 籃板： 戴維斯 10 助攻： 林志傑 7 | 賽後數據（存檔）                      | 得分： 易建聯 22 籃板： 易建聯 10 助攻： 郭艾伦 7 | 場館：亞洲購物中心體育館 裁判：Mikheyev Yevgeniy（哈薩克）、Shakeeb Abdulkarim（巴林）、Banerjee Atanu（印度） |  |

| 2013年8月10日 準決賽 | 中華臺北                                                       | 60–79                                | 伊朗                                                 | |  |
| 17:45（GMT+8）       | 每節分數： 23–14、12–27、4–19、21–19                           | 每節分數： 23–14、12–27、4–19、21–19 | 每節分數： 23–14、12–27、4–19、21–19                 | |  |
|                      | 得分： 戴維斯 16 籃板： 戴維斯、田壘 5 助攻： 曾文鼎、蔡文誠 3 | 賽後數據（存檔）                     | 得分： Kamrani 19 籃板： Haddadi 14 助攻： Kamrani 6 | 場館：亞洲購物中心體育館 裁判：Arsen Andryushkin（哈薩克）、Harja Jaladri（印尼）、Jassim Abdullah（卡達） |  |

| 2013年8月11日 季軍戰 | 中華臺北                                         | 57–75                                 |                                                          | |  |
| 17:00（GMT+8）       | 每節分數： 13–29、16–21、15–11、13–14            | 每節分數： 13–29、16–21、15–11、13–14 | 每節分數： 13–29、16–21、15–11、13–14                    | |  |
|                      | 得分： 呂政儒 13 籃板： 戴維斯 8 助攻： 林志傑 4 | 賽後數據（存檔）                      | 得分： 金敏九 21 籃板： 尹浩英、金周成 8 助攻： 梁東根 8 | 場館：亞洲購物中心體育館 裁判：Ferdinand Pascual（菲律賓）、Mohammad Alamiri（科威特）、Hatim Hamed Alharbi（沙烏地阿拉伯） |  |

2013年東亞運動會（天津）第1名
- 教練團：許晉哲、麥班達、許智超[30]
- 選手：林志傑、葛記豪、曾文鼎、戴維斯（歸化球員）、田壘、蔡文誠、呂政儒、陳世、洪志善、簡浩、周柏臣、劉錚

| 2013年10月9日 預賽 | 中華臺北                              | 79–76                                 |                                       |                          |
| 15:00（GMT+8）     | 每節分數： 17–20、20–15、16–17、26–24 | 每節分數： 17–20、20–15、16–17、26–24 | 每節分數： 17–20、20–15、16–17、26–24 |                          |
|                    |                                       |                                       |                                       | 場館：天津市大学生体育馆 |

| 2013年10月10日 預賽 | 中華臺北                              | 83–59                                 | 關島                                  |                          |
| 13:00（GMT+8）      | 每節分數： 13–12、19–13、21–10、30–24 | 每節分數： 13–12、19–13、21–10、30–24 | 每節分數： 13–12、19–13、21–10、30–24 |                          |
|                     |                                       |                                       |                                       | 場館：天津市大学生体育馆 |

| 2013年10月11日 預賽 | 中華臺北                              | 100–72                                | 蒙古国                                |                          |
| 13:00（GMT+8）      | 每節分數： 33–17、24–17、20–18、23–20 | 每節分數： 33–17、24–17、20–18、23–20 | 每節分數： 33–17、24–17、20–18、23–20 |                          |
|                     |                                       |                                       |                                       | 場館：天津市大学生体育馆 |

| 2013年10月13日 準決賽 | 中華臺北                              | 103–74                                | 日本                                  |                          |
| 18:00（GMT+8）        | 每節分數： 27–15、29–16、21–19、26–24 | 每節分數： 27–15、29–16、21–19、26–24 | 每節分數： 27–15、29–16、21–19、26–24 |                          |
|                       |                                       |                                       |                                       | 場館：天津市大学生体育馆 |

| 2013年10月14日 金牌戰 | 中華臺北                                                | 82–79                                 | 中國                                                               |                                                                                                 |  |
| 15:00（GMT+8）        | 每節分數： 17–24、16–16、23–19、26–20                   | 每節分數： 17–24、16–16、23–19、26–20 | 每節分數： 17–24、16–16、23–19、26–20                              |                                                                                                 |  |
|                       | 得分： 林志傑 21 籃板： 戴維斯 13 助攻： 田壘、蔡文誠 2 | 賽後數據                              | 得分： 西热力江·木合塔尔 23 籃板： 孙桐林 12 助攻： 刘晓宇、钟诚 3 | 場館：天津市大学生体育馆 裁判：Ferdinand Pascual（菲律賓）、Budi Marfan（印尼）、小澤勤（日本） |  |

2014年亞洲盃（武漢）第2名
- 教練團：歐提斯、黃萬隆、顏行書[31]
- 選手：陳孝榮、戴維斯（歸化球員）、彭俊諺、林郅為、胡瓏貿、陳盈駿、呂奇旻、劉錚、周儀翔、李德威、張容軒、陳冠全

| 2014年7月11日 預賽 | 中華臺北                                        | 85–63                                 | 约旦                                               | |  |
| 14:45（GMT+8）     | 每節分數： 19–20、24–14、22–18、20–11           | 每節分數： 19–20、24–14、22–18、20–11 | 每節分數： 19–20、24–14、22–18、20–11              | |  |
|                    | 得分： 戴維斯 21 籃板： 戴維斯 17 助攻： 劉錚 5 | 存檔                                  | 得分： Wright 21 籃板： Abuqoura 7 助攻： Abdeen 3 | 場館：武漢體育中心 裁判：Amirhossein Safarzadeh（伊朗）、Snehal Bendke（印度）、宇地原尚彦（日本） |  |

| 2014年7月12日 預賽 | 中華臺北                                         | 64–78                                 | 菲律賓                                                | |  |
| 14:45（GMT+8）     | 每節分數： 10–20、16–16、24–11、14–31            | 每節分數： 10–20、16–16、24–11、14–31 | 每節分數： 10–20、16–16、24–11、14–31                 | |  |
|                    | 得分： 胡瓏貿 15 籃板： 戴維斯 9 助攻： 彭俊諺 8 | 存檔                                  | 得分： Lee 18 籃板： Douthit 16 助攻： Tenorio、Lee 4 | 場館：武漢體育中心 裁判：Marwan Egho（黎巴嫩）、Ceciline Michael Vino（印度）、Haryanto Sutaryo（印尼） |  |

| 2014年7月15日 預賽 | 中華臺北                                         | 86–65                                 | 新加坡                                            |                                                                                              |  |
| 19:30（GMT+8）     | 每節分數： 28–11、16–20、24–13、18–21            | 每節分數： 28–11、16–20、24–13、18–21 | 每節分數： 28–11、16–20、24–13、18–21             |                                                                                              |  |
|                    | 得分： 張容軒 20 籃板： 呂奇旻 6 助攻： 陳盈駿 5 | 存檔                                  | 得分： 黃漢斌 17 籃板： 吳國江 11 助攻： 黃漢斌 3 | 場館：武漢體育中心 裁判：宇地原尚彦（日本）、Duan Zhu（中國）、Ceciline Michael Vino（印度） |  |

| 2014年7月17日 半準決賽 | 中華臺北                                              | 76–62                                | 日本                                                                                         | |  |
| 12:30（GMT+8）         | 每節分數： 20–20、21–9、10–20、25–13                  | 每節分數： 20–20、21–9、10–20、25–13 | 每節分數： 20–20、21–9、10–20、25–13                                                         | |  |
|                        | 得分： 劉錚 22 籃板： 戴維斯 20 助攻： 戴維斯、劉錚 3 | 存檔                                 | 得分： 田中大貴 14 籃板： 竹内公輔、比江島慎 6 助攻： 石崎巧、比江島慎、田中大貴、竹内譲次 2 | 場館：武漢體育中心 裁判：Snehal Bendke（印度）、Ferdinand Pascual（菲律賓）、Victor Min De Mah（新加坡） |  |

| 2014年7月18日 準決賽 | 中華臺北                                       | 84–73                                 | 中國                                                    |                                                                                                 |  |
| 19:30（GMT+8）       | 每節分數： 23–19、11–15、25–21、25–18          | 每節分數： 23–19、11–15、25–21、25–18 | 每節分數： 23–19、11–15、25–21、25–18                   |                                                                                                 |  |
|                      | 得分： 劉錚 22 籃板： 戴維斯 9 助攻： 陳盈駿 3 | 存檔                                  | 得分： 可兰白克·马坎 22 籃板： 陶汉林 9 助攻： 王子瑞 3 | 場館：武漢體育中心 裁判：Marwan Egho（黎巴嫩）、Snehal Bendke（印度）、Haryanto Sutaryo（印尼） |  |

| 2014年7月19日 冠軍戰 | 中華臺北                                          | 79–89                                 | 伊朗                                                 | |  |
| 19:30（GMT+8）       | 每節分數： 21–26、21–16、20–24、17–23             | 每節分數： 21–26、21–16、20–24、17–23 | 每節分數： 21–26、21–16、20–24、17–23                | |  |
|                      | 得分： 戴維斯 19 籃板： 戴維斯 12 助攻： 陳盈駿 5 | 存檔                                  | 得分： Haddadi 21 籃板： Kazemi 10 助攻： Zangeneh 2 | 場館：武漢體育中心 裁判：Arsen Andyrushkin（哈薩克）、宇地原尚彦（日本）、Ferdinand Pascual（菲律賓） |  |

2014年亞洲運動會（仁川）第9名
- 教練團：許晉哲、李伯倫、麥班達[32]
- 選手：洪志善、陳世、葛記豪、呂政儒、劉錚、蔡文誠、楊敬敏、曾文鼎、周柏臣、林志傑、吳岱豪、田壘

| 2014年9月23日 預賽 | 中華臺北                                         | 68–74                                |                                                                               | |  |
| 14:00（GMT+9）     | 每節分數： 14–23、16–17、13–9、25–25             | 每節分數： 14–23、16–17、13–9、25–25 | 每節分數： 14–23、16–17、13–9、25–25                                          | |  |
|                    | 得分： 呂政儒 17 籃板： 林志傑 6 助攻： 洪志善 4 | Todor66                              | 得分： Kolesnikov、Gavrilov 18 籃板： Ponomarev 11 助攻： Ponomarev、Klimov 3 | 場館：三山世界體育館 裁判：Reza Azarafza（伊朗）、Chan Mei Fung（香港）、Batbayaryn Ganzorig（蒙古） |  |

| 2014年9月25日 預賽 | 中華臺北                                                     | 58–59                                 | 中國                                                   |                                                                                                 |  |
| 14:00（GMT+9）     | 每節分數： 10–17、12–13、16–17、20–12                        | 每節分數： 10–17、12–13、16–17、20–12 | 每節分數： 10–17、12–13、16–17、20–12                  |                                                                                                 |  |
|                    | 得分： 田壘 10 籃板： 曾文鼎 8 助攻： 劉錚、林志傑、葛記豪 2 | Todor66                               | 得分： 周鹏、王哲林 12 籃板： 王哲林 8 助攻： 翟晓川 2 | 場館：三山世界體育館 裁判：Yuji Higashi（日本）、Mohammad Reza Salehian（伊朗）、李景煥（南韓） |  |

2015年亞洲錦標賽（長沙）第13名
- 教練團：周俊三、劉嘉發、范耿祥[33]
- 選手：田壘、劉錚、陳世、陳世念、呂政儒、蔡文誠、戴維斯（歸化球員）、洪志善、林志傑、吳岱豪、陳順詳、曾文鼎[34]

| 2015年9月23日 預賽 | 中華臺北                                                 | 87–92                                 | 黎巴嫩                                                  | |  |
| 21:30（GMT+8）     | 每節分數： 20–29、21–14、16–26、30–23                    | 每節分數： 20–29、21–14、16–26、30–23 | 每節分數： 20–29、21–14、16–26、30–23                   | |  |
|                    | 得分： 戴維斯 23 籃板： 林志傑 7 助攻： 林志傑、曾文鼎 3 | 賽後數據（存檔）                      | 得分： Ibrahim 23 籃板： Abdelnour 7 助攻： Abdelnour 3 | 場館：长沙民政职业技术学院体育馆 裁判：Ferdinand Pascual（菲律賓）、Atanu Banerjee（印度）、平原勇次（日本） |  |

| 2015年9月24日 預賽 | 中華臺北                                        | 73–84                                |                                                          | |  |
| 16:45（GMT+8）     | 每節分數： 7–25、23–17、16–16、27–26            | 每節分數： 7–25、23–17、16–16、27–26 | 每節分數： 7–25、23–17、16–16、27–26                     | |  |
|                    | 得分： 劉錚 21 籃板： 林志傑 10 助攻： 洪志善 4 | 賽後數據（存檔）                     | 得分： Ponomarev 18 籃板： Ponomarev 14 助攻： Johnson 8 | 場館：长沙民政职业技术学院体育馆 裁判：Mohammad Al-Amiri（科威特）、平原勇次（日本）、Ceciline Vincent（印度） |  |

| 2015年9月25日 預賽 | 中華臺北                                                | 72–64                                 |                                                  | |  |
| 21:30（GMT+8）     | 每節分數： 17–20、11–16、20–11、24–17                   | 每節分數： 17–20、11–16、20–11、24–17 | 每節分數： 17–20、11–16、20–11、24–17            | |  |
|                    | 得分： 林志傑 14 籃板： 戴維斯 10 助攻： 陳世、曾文鼎 4 | 賽後數據（存檔）                      | 得分： Johnson 15 籃板： Mohamed 9 助攻： Saad 3 | 場館：长沙民政职业技术学院体育馆 裁判：Amirhossein Safarzadeh（伊朗）、Atanu Banerjee（印度）、Anan Daraghma（巴勒斯坦） |  |

| 2015年9月27日 第十三至十六名排名賽 | 中華臺北                                                           | 111–65                                | 新加坡                                                   | |  |
| 21:30（GMT+8）                     | 每節分數： 22–14、32–15、35–16、22–20                              | 每節分數： 22–14、32–15、35–16、22–20 | 每節分數： 22–14、32–15、35–16、22–20                    | |  |
|                                    | 得分： 田壘 21 籃板： 戴維斯 12 助攻： 劉錚、陳世、林志傑、曾文鼎3 | 賽後數據 （存檔、Todor66）            | 得分： 黃漢斌 17 籃板： 吳國江 8 助攻： 黃漢斌、吳國江 3 | 場館：中南林业科技大学体育馆 裁判：黃仁泰（南韓）、Atanu Banerjee（印度）、Anan Daraghma（巴勒斯坦） |  |

| 2015年9月28日 第十三名爭奪戰 | 中華臺北                                      | 99–69                                 | 科威特                                                                   | |  |
| 21:30（GMT+8）               | 每節分數： 23–16、23–16、23–21、30–16         | 每節分數： 23–16、23–16、23–21、30–16 | 每節分數： 23–16、23–16、23–21、30–16                                    | |  |
|                              | 得分： 劉錚 17 籃板： 戴維斯 10 助攻： 陳世 9 | 賽後數據（存檔）                      | 得分： Hasan 26 籃板： AlSaeid 12 助攻： Borhamah、Alshammari、AlSaeid 2 | 場館：中南林业科技大学体育馆 裁判：Naser Abu Rashed（約旦）、Snehal Bendke（印度）、Wen Keming（中國） |  |

2016年亞洲挑戰盃（德黑蘭）第8名
- 教練團：閻家驊、劉嘉發、范耿祥[35]
- 選手：簡偉儒、李維哲、劉錚、周儀翔、周柏臣、胡瓏貿、蔣淯安、林郅為、周伯勳、胡凱翔、戴維斯（歸化球員）、李德威

| 2016年9月10日 預賽 | 中華臺北                                          | 90–66                                 | 印度                                                  | |  |
| 19:45（GMT+8）     | 每節分數： 26–20、15–15、26–15、23–16             | 每節分數： 26–20、15–15、26–15、23–16 | 每節分數： 26–20、15–15、26–15、23–16                 | |  |
|                    | 得分： 周儀翔 23 籃板： 戴維斯 14 助攻： 蔣淯安 6 | 賽後數據 （存檔）                     | 得分： Bhriguvanshi 34 籃板： Singh 10 助攻： Singh 3 | 場館：阿薩迪體育館 裁判：Kim Jong-Kuk（南韓）、Hassan Nikkhah Gorshari（伊朗）、Ahmed Al-Suwaili（伊拉克） |  |

| 2016年9月11日 預賽 | 中華臺北                                          | 87–76                                 | 菲律賓                                             |                                                                                          |  |
| 19:45（GMT+8）     | 每節分數： 17–24、21–19、24–19、25–14             | 每節分數： 17–24、21–19、24–19、25–14 | 每節分數： 17–24、21–19、24–19、25–14              |                                                                                          |  |
|                    | 得分： 戴維斯 19 籃板： 戴維斯 16 助攻： 戴維斯 5 | 賽後數據 （存檔）                     | 得分： Belo 17 籃板： Van Opstal 8 助攻： Ferrer 3 | 場館：阿薩迪體育館 裁判：平原勇次（日本）、黃仁泰（南韓）、Mohammadreza Salehian（伊朗） |  |

| 2016年9月12日 複賽 | 中華臺北                                               | 92–77                                 |                                                                 |                                                                                            |  |
| 17:30（GMT+8）     | 每節分數： 24–13、14–17、24–22、30–25                  | 每節分數： 24–13、14–17、24–22、30–25 | 每節分數： 24–13、14–17、24–22、30–25                           |                                                                                            |  |
|                    | 得分： 劉錚 28 籃板： 周柏臣、蔣淯安 7 助攻： 戴維斯 5 | 賽後數據 （存檔）                     | 得分： Ilin 21 籃板： Yevstigneyev 7 助攻： Micheev、Gubashev 3 | 場館：阿薩迪體育館 裁判：平原勇次（日本）、Mohammad Doost（伊朗）、Preeda Muongmee（泰國） |  |

| 2016年9月13日 複賽 | 中華臺北                                               | 83–109                                | 约旦                                             |                                                                                                |  |
| 19:30（GMT+8）     | 每節分數： 19–24、19–25、24–30、21–30                  | 每節分數： 19–24、19–25、24–30、21–30 | 每節分數： 19–24、19–25、24–30、21–30            |                                                                                                |  |
|                    | 得分： 戴維斯 24 籃板： 戴維斯 9 助攻： 劉錚、周儀翔 3 | 賽後數據 （存檔）                     | 得分： Tucker 36 籃板： Abbas 12 助攻： Tucker 4 | 場館：阿薩迪體育館 裁判：平原勇次（日本）、Kim Jong-Kuk（南韓）、Mohammadreza Salehian（伊朗） |  |

| 2016年9月14日 複賽 | 中華臺北                                               | 88–93                                 | 中國                                                      |                                                                                   |  |
| 15:30（GMT+8）     | 每節分數： 18–23、30–26、15–21、25–23                  | 每節分數： 18–23、30–26、15–21、25–23 | 每節分數： 18–23、30–26、15–21、25–23                     |                                                                                   |  |
|                    | 得分： 劉錚、戴維斯 19 籃板： 蔣淯安 9 助攻： 周儀翔 3 | 賽後數據 （存檔）                     | 得分： 胡金秋 24 籃板： 胡金秋 11 助攻： 刘志轩、胡金秋 3 | 場館：阿薩迪體育館 裁判：黃仁泰（南韓）、加藤譽樹（日本）、Mohammad Doost（伊朗） |  |

| 2016年9月16日 半準決賽 | 中華臺北                                          | 69–70                                 |                                                           |                                                                                            |  |
| 17:30（GMT+8）         | 每節分數： 20–18、18–24、19–16、12–12             | 每節分數： 20–18、18–24、19–16、12–12 | 每節分數： 20–18、18–24、19–16、12–12                     |                                                                                            |  |
|                        | 得分： 戴維斯 21 籃板： 戴維斯 12 助攻： 周儀翔 4 | 賽後數據 （存檔）                     | 得分： 金鍾奎 22 籃板： 許日寧、金鍾奎 8 助攻： 金善亨 11 | 場館：阿薩迪籃球館 裁判：Rabah Noujaim（黎巴嫩）、平原勇次（日本）、Mohammad Doost（伊朗） |  |

| 2016年9月17日 第五至八名排名賽 | 中華臺北                                         | 66–88                                | 中國                                                                  |                                                                                             |  |
| 17:30（GMT+8）                 | 每節分數： 7–15、20–27、21–34、18–12             | 每節分數： 7–15、20–27、21–34、18–12 | 每節分數： 7–15、20–27、21–34、18–12                                  |                                                                                             |  |
|                                | 得分： 戴維斯 16 籃板： 戴維斯 7 助攻： 周儀翔 2 | 賽後數據 （存檔）                    | 得分： 方硕 25 籃板： 胡金秋 17 助攻： 方硕、刘志轩、邹雨宸、胡金秋 2 | 場館：阿薩迪體育館 裁判：平原勇次（日本）、Ahmed Al-Suwaili（伊拉克）、Kim Jong-Kuk（南韓） |  |

| 2016年9月18日 第七名爭奪戰 | 中華臺北                                          | 68–80                                 | 印度                                                         | |  |
| 17:30（GMT+8）             | 每節分數： 22–17、10–16、18–19、18–28             | 每節分數： 22–17、10–16、18–19、18–28 | 每節分數： 22–17、10–16、18–19、18–28                        | |  |
|                            | 得分： 蔣淯安 16 籃板： 戴維斯 15 助攻： 周儀翔 3 | 賽後數據 （存檔）                     | 得分： Bhriguvanshi 22 籃板： Singh 13 助攻： Bhriguvanshi 4 | 場館：阿薩迪體育館 裁判：Ahmed Al-Suwaili（伊拉克）、Reynaldo Yante（菲律賓）、Mohammadreza Salehian（伊朗） |  |

2017年亞洲盃東亞資格賽（長野）第1名
- 教練團：周俊三、鄭志龍、王建惟、顏行書[36]
- 選手：煥亞、林郅為、劉錚、周儀翔、周柏臣、胡瓏貿、蔣淯安、蔡文誠、周伯勳、成力煥、戴維斯（歸化球員）、吳岱豪

| 2017年6月3日 預賽 | 中華臺北                                         | 63–96                                | 中國                                             |                                                                                                   |  |
| 16:15（GMT+9）    | 每節分數： 8–21、17–27、13–19、25–29             | 每節分數： 8–21、17–27、13–19、25–29 | 每節分數： 8–21、17–27、13–19、25–29             |                                                                                                   |  |
|                   | 得分： 戴維斯 15 籃板： 戴維斯 9 助攻： 蔣淯安 4 | 賽後數據 （存檔）                    | 得分： 赵岩昊 22 籃板： 胡金秋 8 助攻： 孙铭徽 8 | 場館：長野市真島綜合體育館 裁判：Harja Jaladri（印尼）、Yuji Higashi（日本）、Shin Gi-Rok（南韓） |  |

| 2017年6月5日 預賽 | 中華臺北                                                       | 92–57                                 | 香港                                                   |                                                                                                 |  |
| 18:00（GMT+9）    | 每節分數： 22–11、22–13、29–22、19–11                          | 每節分數： 22–11、22–13、29–22、19–11 | 每節分數： 22–11、22–13、29–22、19–11                  |                                                                                                 |  |
|                   | 得分： 周儀翔 13 籃板： 林郅為、劉錚、周柏臣 6 助攻： 蔣淯安 5 | 賽後數據 （存檔）                     | 得分： 李琪、方誠義 10 籃板： 惠龍兒 8 助攻： 羅意庭 6 | 場館：長野市真島綜合體育館 裁判：Harja Jaladri（印尼）、北沢岳夫（日本）、Chao Hio Tong（澳門） |  |

| 2017年6月6日 準決賽 | 中華臺北                                          | 78–73                                 | 日本                                                | |  |
| 18:00（GMT+9）      | 每節分數： 25–15、15–11、15–21、23–26             | 每節分數： 25–15、15–11、15–21、23–26 | 每節分數： 25–15、15–11、15–21、23–26               | |  |
|                     | 得分： 戴維斯 29 籃板： 戴維斯 17 助攻： 蔣淯安 5 | 賽後數據 （存檔）                     | 得分： 比江島慎 20 籃板： Brown 8 助攻： 橋本竜馬 4 | 場館：長野市真島綜合體育館 裁判：Harja Jaladri（印尼）、Zhang Zhiwei（中國）、Chao Hio Tong（澳門） |  |

| 2017年6月7日 決賽 | 中華臺北                                      | 77–64                                 |                                                        |                                                                                                |  |
| 15:45（GMT+9）    | 每節分數： 15–20、24–14、24–17、14–13         | 每節分數： 15–20、24–14、24–17、14–13 | 每節分數： 15–20、24–14、24–17、14–13                  |                                                                                                |  |
|                   | 得分： 劉錚 23 籃板： 戴維斯 13 助攻： 煥亞 4 | 賽後數據 （存檔）                     | 得分： 許日寧 18 籃板： 李宗泫 7 助攻： 許勳、李大成 6 | 場館：長野市真島綜合體育館 裁判：Yuji Higashi（日本）、北沢 岳夫（日本）、Zhang Zhiwei（中國） |  |

2017年亞洲盃（貝魯特）第12名
- 教練團：周俊三、顏行書、邱啟益[37][38]
- 選手：林郅為、劉錚、周儀翔、煥亞、周柏臣、胡瓏貿、呂政儒、蔣淯安、周伯勳、成力煥、吳宏興、吳岱豪

| 2017年8月8日 預賽 | 中華臺北                                                  | 77–62                                | 香港                                              | |  |
| 18:30（GMT+3）    | 每節分數： 13–18、17–17、25–18、22–9                      | 每節分數： 13–18、17–17、25–18、22–9 | 每節分數： 13–18、17–17、25–18、22–9              | |  |
|                   | 得分： 周儀翔 22 籃板： 周伯勳 13 助攻： 蔣淯安、周伯勳 2 | 賽後數據 （存檔）                    | 得分： 惠龍兒 19 籃板： 惠龍兒 12 助攻： 惠龍兒 5 | 場館：Nouhad Naufal Stadium 裁判：Mohammad Doost（伊朗）、Rabee Al Masri（黎巴嫩）、Ryan Jones（紐西蘭） |  |

| 2017年8月10日 預賽 | 中華臺北                                                     | 49–87                                | 日本                                                                        |                                                                                                   |  |
| 13:30（GMT+3）     | 每節分數： 17–22、5–18、12–20、15–27                         | 每節分數： 17–22、5–18、12–20、15–27 | 每節分數： 17–22、5–18、12–20、15–27                                        |                                                                                                   |  |
|                    | 得分： 周儀翔 15 籃板： 劉錚、周伯勳 5 助攻： 劉錚、周儀翔 2 | 賽後數據 （存檔）                    | 得分： 比江島慎、古川孝敏 15 籃板： 太田敦也 10 助攻： 比江島慎、篠山竜青 4 | 場館：Nouhad Naufal Stadium 裁判：Harja Jaladri（印尼）、Ricor Buaron（菲律賓）、Wang Mei（中國） |  |

| 2017年8月12日 預賽 | 中華臺北                                           | 50–90                                |                                                   | |  |
| 16:00（GMT+3）     | 每節分數： 14–22、9–23、13–20、14–25               | 每節分數： 14–22、9–23、13–20、14–25 | 每節分數： 14–22、9–23、13–20、14–25              | |  |
|                    | 得分： 劉錚 17 籃板： 劉錚、蔣淯安 3 助攻： 劉錚 3 | 賽後數據 （存檔）                    | 得分： Creek 22 籃板： McCarron 8 助攻： Newley 9 | 場館：Nouhad Naufal Stadium 裁判：Ferdinand Pascual（菲律賓）、Ahmed Al Yaseen Al-Suwaili（伊拉克）、Mohammad Fawzi Taha（約旦） |  |

| 2017年8月15日 淘汰圈附加賽 | 中華臺北                                               | 77–90                                 | 黎巴嫩                                                               | |  |
| 21:00（GMT+3）             | 每節分數： 20–24、17–30、22–20、18–16                  | 每節分數： 20–24、17–30、22–20、18–16 | 每節分數： 20–24、17–30、22–20、18–16                                | |  |
|                            | 得分： 劉錚、周儀翔 17 籃板： 蔣淯安 6 助攻： 周儀翔 5 | 賽後數據 （存檔）                     | 得分： El Khatib 30 籃板： Tabet、El Khatib 7 助攻： Bawji、Mezher 5 | 場館：Nouhad Naufal Stadium 裁判：Yevgeniy Mikheyev（哈薩克）、Ahmed Al Yaseen Al-Suwaili（伊拉克）、Scott Beker（澳洲） |  |

2019年世界盃亞洲區資格賽
第一階段
- 教練團：周俊三、桑茂森、顏行書
- 選手：蔣淯安、劉錚、周儀翔、周柏臣、胡瓏貿、呂政儒、蔡文誠、陳冠全、周伯勳、黃鎮、戴維斯（歸化球員）、李愷諺[39]

| 2017年11月24日 第一階段 | （主）中華臺北                                           | 66–104                                |                                                                         | 臺北 |  |
| 19:00（GMT+8）          | 每節分數： 13–27、13–18、20–26、20–33                    | 每節分數： 13–27、13–18、20–26、20–33 | 每節分數： 13–27、13–18、20–26、20–33                                   | |  |
|                         | 得分： 戴維斯 17 籃板： 戴維斯 5 助攻： 蔣淯安、周儀翔 4 | 賽後數據                              | 得分： Cadee 16 籃板： Creek 6 助攻： Sobey、Gliddon、Kickert、Martin 4 | 場館：臺北和平籃球館 進場人次：5,000 裁判：黃仁泰（南韓）、Harja Jaladri（印尼）、Haryanto Sutaryo（印尼） |  |

| 2017年11月27日 第一階段 | （客）中華臺北                                   | 83–90                                 | 菲律賓                                             | 奎松 |  |
| 19:30（GMT+8）          | 每節分數： 23–18、19–26、22–21、19–25            | 每節分數： 23–18、19–26、22–21、19–25 | 每節分數： 23–18、19–26、22–21、19–25              | |  |
|                         | 得分： 戴維斯 20 籃板： 戴維斯 9 助攻： 蔣淯安 6 | 賽後數據                              | 得分： Castro 20 籃板： Blatche 14 助攻： Ravena 5 | 場館：阿拉內塔體育館 進場人次：11,444 裁判：Ryan Jones（紐西蘭）、Ye Nan（中國）、Nicolas Fernandes（大溪地） |  |

第二階段
- 教練團：周俊三、顏行書、桑茂森、王建惟
- 選手：蘇翊傑、周儀翔、煥亞、陳盈駿、胡瓏貿、黃聰翰、林郅為、周伯勳、李德威、戴維斯（歸化球員）、李愷諺、張博勝[40]
  - 註：張博勝在對日本一役撞斷鎖骨，提前返回臺灣治療，不克隨隊飛往澳洲[41]。

| 2018年2月22日 第二階段 | （客）中華臺北                                            | 70–69                                 | 日本                                              | 橫濱 |  |
| 19:30（GMT+9）         | 每節分數： 17–11、12–24、22–14、19–20                     | 每節分數： 17–11、12–24、22–14、19–20 | 每節分數： 17–11、12–24、22–14、19–20             | |  |
|                        | 得分： 陳盈駿、胡瓏貿 15 籃板： 戴維斯 11 助攻： 戴維斯 6 | 賽後數據                              | 得分： 辻直人 26 籃板： Brown 8 助攻： 宇都直輝 5 | 場館：橫濱國際游泳池體育館 進場人次：4,990 裁判：Harja Jaladri（印尼）、Ryan Jones（紐西蘭）、Nicolas Fernandes（大溪地） |  |

| 2018年2月25日 第二階段 | （客）中華臺北                                            | 68–88                                 |                                                       | 墨爾本                                                                                             |  |
| 15:05（GMT+11）        | 每節分數： 15–26、10–21、16–15、27–26                     | 每節分數： 15–26、10–21、16–15、27–26 | 每節分數： 15–26、10–21、16–15、27–26                 | |  |
|                        | 得分： 陳盈駿 22 籃板： 戴維斯 11 助攻： 周儀翔、戴維斯 4 | 賽後數據                              | 得分： Creek 18 籃板： Brandt、Creek 9 助攻： Cadee 6 | 場館：瑪格麗特·考特體育館 進場人次：4,209 裁判：黃仁泰（南韓）、陈伟松（馬來西亞）、Ye Nan（中國） |  |

第三階段
- 教練團：周俊三、帕克、桑茂森、顏行書
- 12人名單：
  - 2018年6月29日：周儀翔、蘇翊傑、劉錚、楊敬敏、周柏臣、陳盈駿、呂政儒、蔣淯安、陳冠全、簡浩、戴維斯（歸化球員）、曾文鼎[42]
  - 2018年7月2日：彭俊諺、周儀翔、劉錚、楊敬敏、周柏臣、陳盈駿、胡瓏貿、呂政儒、陳冠全、簡浩、戴維斯（歸化球員）、曾文鼎[43]

| 2018年6月29日 第三階段 | （主）中華臺北                                           | 71–93                                 | 菲律賓                                             | 臺北 |  |
| 19:00（GMT+8）         | 每節分數： 19–16、18–28、23–24、11–25                    | 每節分數： 19–16、18–28、23–24、11–25 | 每節分數： 19–16、18–28、23–24、11–25              | |  |
|                        | 得分： 戴維斯 17 籃板： 戴維斯 7 助攻： 楊敬敏、曾文鼎 4 | 賽後數據                              | 得分： Fajardo 22 籃板： Blatche 12 助攻： Romeo 6 | 場館：臺北和平籃球館 進場人次：7,000 裁判：Rabah Noujaim（黎巴嫩）、Budi Marfan（印尼）、Preeda Muongmee（泰國） |  |

| 2018年7月2日 第三階段 | （主）中華臺北                                   | 68–108                                | 日本                                                  | 臺北 |  |
| 19:00（GMT+8）        | 每節分數： 15–27、13–20、29–30、11–31            | 每節分數： 15–27、13–20、29–30、11–31 | 每節分數： 15–27、13–20、29–30、11–31                 | |  |
|                       | 得分： 彭俊諺 19 籃板： 戴維斯 8 助攻： 曾文鼎 3 | 賽後數據                              | 得分： Fazekas 32 籃板： Fazekas 11 助攻： 比江島慎 6 | 場館：臺北和平籃球館 進場人次：7,000 裁判：Rabah Noujaim（黎巴嫩）、黃仁泰（南韓）、Haryanto Sutaryo（印尼） |  |

2018年亞洲運動會（雅加達）第4名
- 教練團：帕克、周俊三、顏行書[44]
- 選手：陳盈駿、蔣淯安、陳冠全、周儀翔、彭俊諺、劉錚、黃聰翰、胡瓏貿、周柏臣、簡浩、黃鎮、林郅為

| 2018年8月14日 預賽 | 中華臺北                                       | 71–65                                 | 日本                                                     | |  |
| 10:00（GMT+7）     | 每節分數： 11–17、19–20、29–16、12–12          | 每節分數： 11–17、19–20、29–16、12–12 | 每節分數： 11–17、19–20、29–16、12–12                    | |  |
|                    | 得分： 陳盈駿 18 籃板： 劉錚 9 助攻： 陳盈駿 5 | 賽後數據                              | 得分： 张本天杰 12 籃板： 佐藤卓磨 8 助攻： 凡卓曼禮生 6 | 場館：朋卡諾體育場 裁判：Harja Jaladri（印尼）、Alexey Stepanenko（哈薩克）、Preeda Muongmee（泰國） |  |

| 2018年8月20日 預賽 | 中華臺北                                     | 98–67                                 | 香港                                                 |                                                                                               |  |
| 16:00（GMT+7）     | 每節分數： 24–13、21–10、30–19、23–25        | 每節分數： 24–13、21–10、30–19、23–25 | 每節分數： 24–13、21–10、30–19、23–25                |                                                                                               |  |
|                    | 得分： 劉錚 21 籃板： 劉錚 8 助攻： 周儀翔 5 | 賽後數據                              | 得分： 徐遠成 16 籃板： 司徒偉傑 8 助攻： 司徒偉傑 5 | 場館：朋卡諾體育場 裁判：Harja Jaladri（印尼）、Yevgeniy Mikheyev（哈薩克）、Duan Zhu（中國） |  |

| 2018年8月25日 預賽 | 中華臺北                                                 | 83–70                                 |                                                           | |  |
| 16:00（GMT+7）     | 每節分數： 24–13、15–22、13–17、31–18                    | 每節分數： 24–13、15–22、13–17、31–18 | 每節分數： 24–13、15–22、13–17、31–18                     | |  |
|                    | 得分： 陳盈駿 20 籃板： 周柏臣、陳冠全 8 助攻： 陳盈駿 5 | 賽後數據                              | 得分： Abdi、Al-Rayes 13 籃板： Al-Rayes 9 助攻： Avdić 5 | 場館：朋卡諾體育場 裁判：Harja Jaladri（印尼）、Yevgeniy Mikheyev（哈薩克）、Preeda Muongmee（泰國） |  |

| 2018年8月27日 半準決賽 | 中華臺北                                       | 82–75                                 | 叙利亚                                                 |                                                                                                  |  |
| 16:00（GMT+7）         | 每節分數： 24–19、17–22、16–17、25–17          | 每節分數： 24–19、17–22、16–17、25–17 | 每節分數： 24–19、17–22、16–17、25–17                  |                                                                                                  |  |
|                        | 得分： 陳盈駿 24 籃板： 周柏臣 7 助攻： 簡浩 4 | 賽後數據                              | 得分： Al-Jabi 28 籃板： Al-Hamwi 11 助攻： Al-Hamwi 5 | 場館：朋卡諾體育場 裁判：Ferdinand Pascual（菲律賓）、Kumiko Kumagai（日本）、Hadi Salem（伊朗） |  |

| 2018年8月30日 準決賽 | 中華臺北                                                           | 63–86                                 | 中國                                          | |  |
| 18:30（GMT+7）       | 每節分數： 19–26、11–11、12–31、21–18                              | 每節分數： 19–26、11–11、12–31、21–18 | 每節分數： 19–26、11–11、12–31、21–18         | |  |
|                      | 得分： 劉錚 24 籃板： 劉錚、林郅為 5 助攻： 劉錚、陳盈駿、林郅為 2 | 賽後數據                              | 得分： 周琦 22 籃板： 周琦 16 助攻： 孙铭徽 6 | 場館：史納延紀念體育館 裁判：Harja Jaladri（印尼）、Imran Ali Baig（印度）、Anan Daraghma（巴勒斯坦） |  |

| 2018年9月1日 銅牌戰 | 中華臺北                                     | 81–89                                 |                                                   | |  |
| 12:30（GMT+7）      | 每節分數： 11–21、22–24、20–27、28–17        | 每節分數： 11–21、22–24、20–27、28–17 | 每節分數： 11–21、22–24、20–27、28–17             | |  |
|                     | 得分： 劉錚 25 籃板： 劉錚 7 助攻： 陳盈駿 7 | 賽後數據                              | 得分： 羅健兒 37 籃板： 羅健兒 17 助攻： 李承炫 8 | 場館：史納延紀念體育館 裁判：Alexey Stepanenko（哈薩克）、Hadi Salem（伊朗）、Preeda Muongmee（泰國） |  |